# Grotte de Vogelherd
Vous lisez un « article de qualité » labellisé en 2019.
La grotte de Vogelherd (ou simplement la Vogelherd), formée de roches karstiques, est localisée près de la ville de Niederstotzingen au sein de la vallée de la Lone dans le Land du Bade-Wurtemberg, en Allemagne.
La grotte est l'un des plus importants sites archéologiques du Paléolithique supérieur en Europe centrale. Le site est associé à un parc archéologique implanté dans le pourtour de la Vogelherd sur un flanc du massif du Jura souabe oriental, entre Niederstotzingen et Herbrechtingen. En 2017, elle a été désignée par l'UNESCO pour faire partie de l'une des six cavernes inscrites sur la liste du patrimoine mondial de l'humanité du bien culturel intitulé « Grottes et art de la période glaciaire dans le Jura souabe ».
L'existence de la Vogelherd est connue depuis 1931, avec la mise au jour de figurines zoomorphiques appartenant à la culture de l'Aurignacien. Ces artefacts sont considérés par une partie de la communauté scientifique comme faisant partie des plus anciennes œuvres d'art figuratif façonnées par l'humanité. De son excavation conduite par Gustav Riek au début des années 1930 jusqu'à la campagne de fouilles dirigée par Nicholas J. Conard dans les années 2000 et 2010, la grotte a livré onze figurines, trois flûtes, plus 300 perles ainsi que de nombreuses pièces d'industrie lithique et osseuse. La plus grande partie de ces artefacts sont datés de l'Aurignacien, le reste du mobilier de la Vogelherd appartenant aux cultures du Magdalénien, du Micoquien et du Moustérien.
L'occupation de la caverne débute à la fin du Paléolithique moyen, il y a plus de 115 000 années AP. En outre, quelques décennies après leurs découvertes, des restes humains issus de la grotte, tels que les spécimens inventoriés sous les termes « Stetten 1 », « Stetten 2 », « Stetten 3 » et « Stetten 4 », ont été datés entre environ 5 000 et 4 000 années AP, montrant ainsi que ce site préhistorique a été occupé jusqu'au Néolithique final.

## Situation et topographie

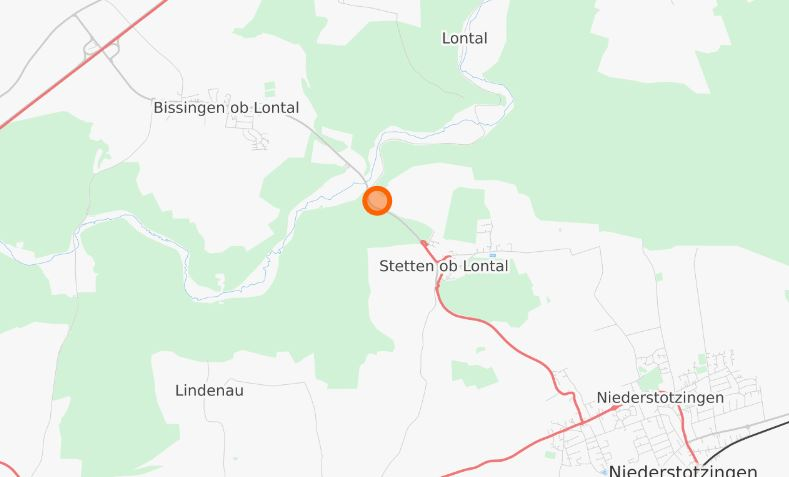
Géolocalisation de la grotte dans l'arrondissement d'Heidenheim, en Bade-Wurtemberg.

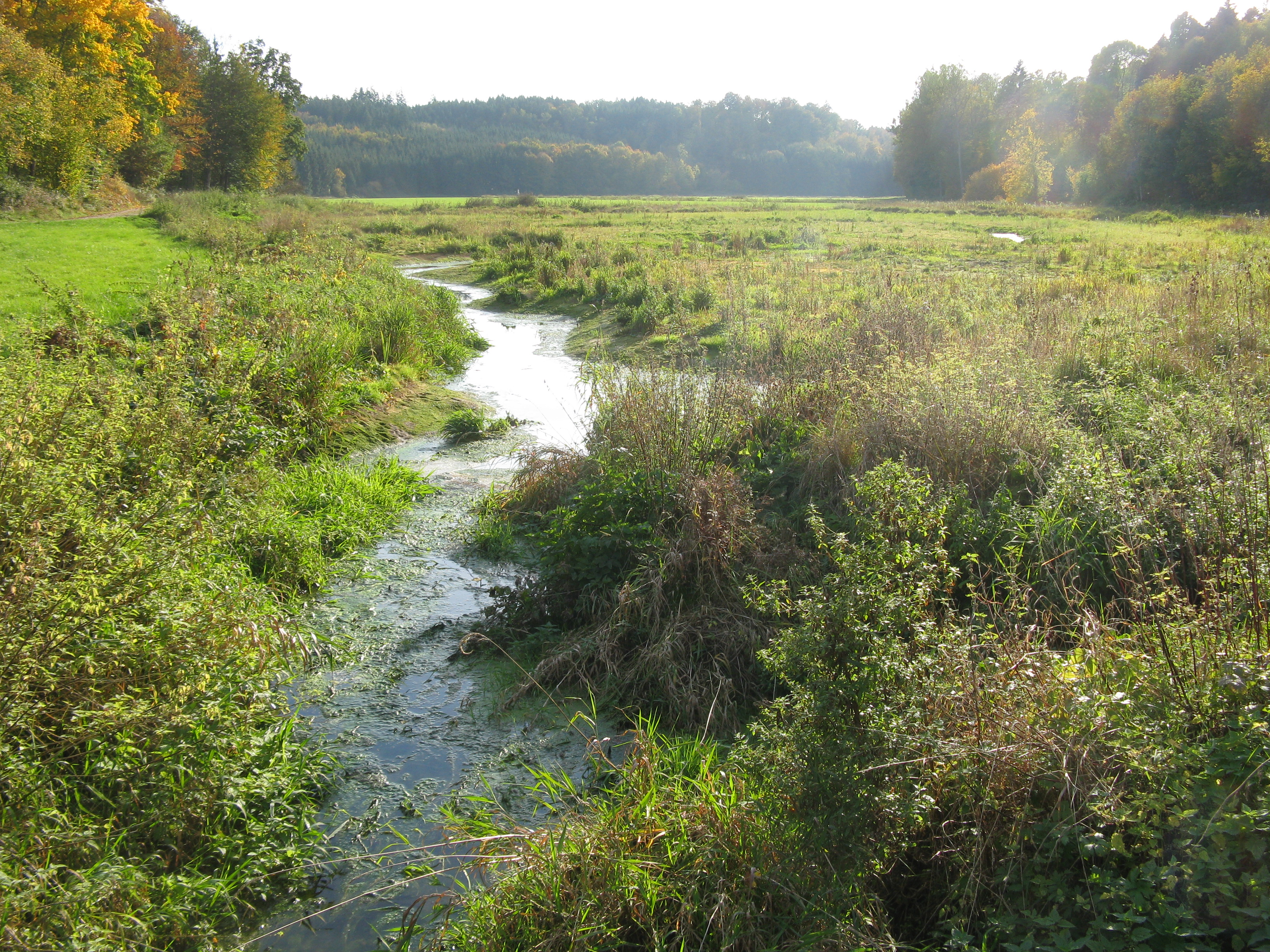
Cours de la Lone traversant Stetten Ob Lontal, à proximité de la grotte de Vogelherd.

La grotte de Vogelherd est localisée à Stetten ob Lontal, un quartier de la ville de Niederstotzingen, une commune faisant partie de l'arrondissement d'Heidenheim, dans l'Est du Bade-Wurtemberg,. La Vogelherd est distante d'environ 30 km de la ville d'Ulm, en axe nord-ouest. Le site est établi dans la vallée de la Lone, à 1 km en axe nord-ouest des rives de ce cours d'eau,,,. La cavité s'ouvre sur un flanc du massif du Jura souabe oriental,,,.
La grotte trouve son emplacement sur un territoire faisant partie de la vallée de la Lone — l'« élément 2 » du bien patrimonial Grottes et l’art de la période glaciaire dans le Jura souabe, élément d'une superficie de 190,4 ha pour 391,9 ha de zone tampon. Cette zone s'étend sur 3 km et comprend une partie du fond et des versants de la vallée. Ce territoire se prolonge jusqu'à la limite du plateau avoisinant. Relativement étrécie, la majeure partie de la dépression formée par le lit de la Lone se déploie sur une largeur de 200 m, la largeur de cette cuvette pouvant atteindre, en certains points, jusqu'à 500 m. Ses versants atteignent jusqu'à 30 m de dénivelé. Les paysages qui composent la vallée de la Lone sont à caractère rural, comprenant des parcelles cultivées au niveau de son fond et des pentes constituées de massifs forestiers. La vallée de la Lone, qui s'étend sur une longueur de 50 km, débute après la ville de Geislingen et prend fin au niveau de la Brenz. Le cours de la Lone coupe et alimente un vaste plateau jurassique, compris entre Ulm et Geislingen, et qui s'élève à une cote d'environ 1 000 m,.
La Vogelherd s'élève à une altitude de 480 m et elle surplombe le fond de la vallée de la Lone d'une hauteur de 20 m,,,. Son entrée sud-est est accessible par la voie Hanns-Voith-Weg, via la route L1168,,. L'ensemble de la cavité n'est pas visible depuis cette route.

## Contexte géologique, karstologique et lithostratigraphique de la grotte

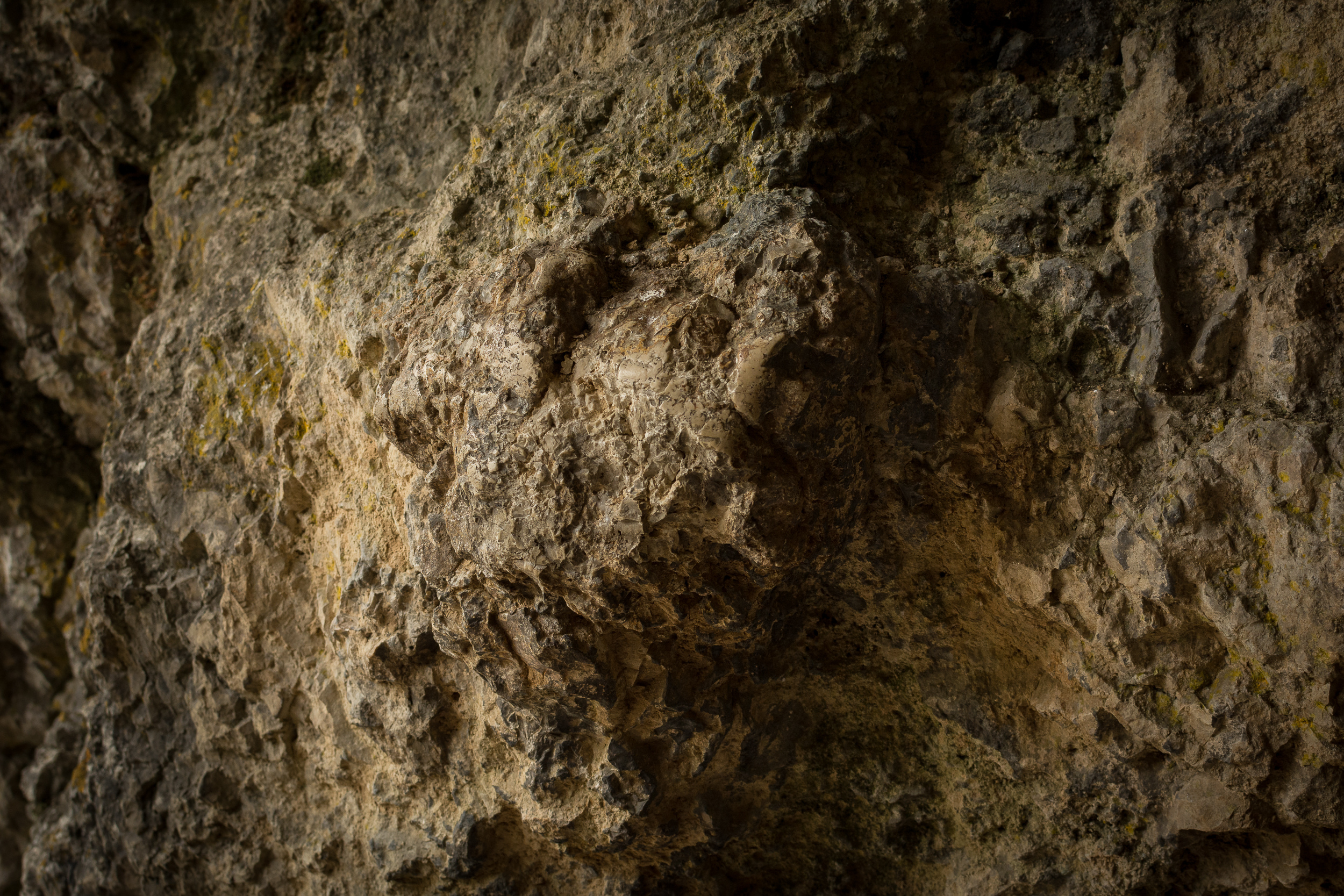
Paroi de la grotte formée de roches karstiques.

La grotte et la vallée de la Lone s'inscrivent au sein du Jura souabe. Les roches de ce massif, de nature calcaire, ont été formées au début du Jurassique inférieur, il y a environ 200 Ma. Entre 12 et 2,6 Ma, les roches du Jura souabe ont été soumises à d'importants phénomènes d'érosion. C'est à cette époque que la vallée de la Lone a acquis sa configuration actuelle. Entre 1,8 Ma et environ 800 000 années (période du Calabrien) les eaux du bassin du Danube se sont élevées pour atteindre jusqu'à près de 80 m au-dessus de leur niveau actuel, inondant ainsi les dépressions creusées au sein du Jura souabe. Ce phénomène a induit un drainage d'alluvions, lesquelles se sont déposées sous forme de couches sédimentaires. Aux environs de 300 000 années AP, les eaux du bassin danubien ont effectué un retrait,,.
La Vogelherd est l'un des 76 géotopes de l'arrondissement d'Heidenheim recensés par l'Institut d'état pour l'environnement, l'étude et la conservation de la nature du Bade-Wurtemberg et la vallée de la Lone est l'un des 77 géotopes nationaux d'Allemagne. La grotte, répertoriée no 59 au sein de l'arrondissement, s'inscrit dans la formation dite de l'Obere Schwarzjuramergel, une sous-unité faisant partie du groupe lithostratigraphique du Jura noir (de),,. L'Obere Schwarzjuramergel, annotée « wJζ », s'est formée durant le Toarcien, le dernier étage du Lias,,,. Le faciès biostratigraphique de l'Obere Schwarzjuramergel (ou Jura noir ζ) est caractérisé par la présence de trois espèces d'ammonites : la Dumortieria levesquei, la Grammoceras thouarsense et l'Haugia variabilis.
Le processus de formation de la cavité de Vogelherd s'est réalisé sur une longue période. Les trois dernières phases de ce processus correspondent aux deux dernières ères glaciaires et à leur période interglaciaire : la première phase est survenue au cours de la glaciation de Riss (Pléistocène moyen) ; la seconde phase durant l'interglaciaire de Riss-Würm ; et la dernière troisième phase pendant la glaciation de Würm (époque géologique du Pléistocène supérieur).
Les formations karstiques du Jura souabe marquent une continuité avec celles du Jura franconien. Dans les vallées du Jura souabe, les premiers phénomènes de karstification apparaissent au Paléogène, entre 66 et 23,03 Ma AP, voire au Crétacé supérieur, entre 100,5 Ma et 66,0 Ma. Avec la surrection, mais également avec l'activité volcanique du Hegau, la montée du massif souabe se poursuit et s'amplifie au cours du Pliocène (entre environ 5,33 Ma et 2,58 Ma AP).
La formation de la cavité de Vogelherd résulte d'un processus d'érosion et de dissolution hydrochimique de roches calcaires par infiltration d'eaux de pluie à caractère acide creusant ainsi une galerie souterraine au sein d'un environnement géologique devenu karstique. Après l'exsurgence des eaux souterraines, ce complexe géomorphologique creusé dans la roche a été asséché, devenant ainsi une cavité naturelle. Au point de jonction de la cavité avec la dépression fluviale de la Lone, par mécanismes de taille et d'érosion de la roche, des ouvertures se sont créées, formant ainsi l'entrée de la grotte,,.
Lors de son excavation, la caverne a livré une couche de dépôts sédimentaires épaisse de 2,4 m. Les matériaux sédimentaires les plus anciens qui ont été excavés datent d'environ 350 000 ans — glaciation de Riss, Pléistocène moyen,.

## Caractéristiques et description

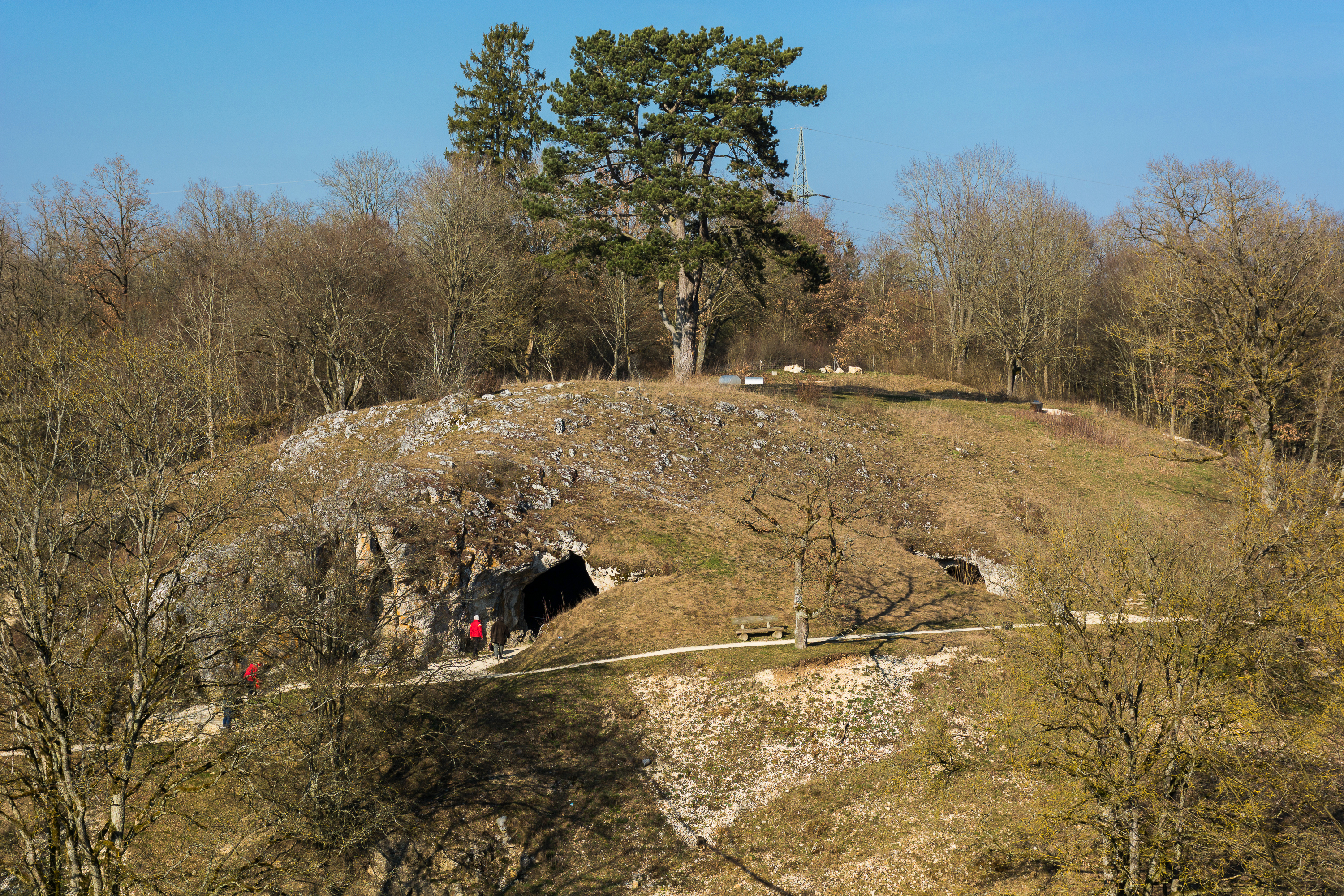
Vue panoramique de la Vogelherd.

La grotte présente un plan au sol sous la forme d'un Y,,,. Elle est orientée selon un axe nord-ouest/sud-est. La Vogelherd est pourvue de trois galeries qui se relient au niveau de la partie centrale de la grotte. Deux des trois galeries forment un angle de 270°. Les galeries s'étendent sur 15 à 25 m de long. Leurs largeurs s'échelonnent entre un minimum de 2 m et un maximum de 7 m ; leurs voûtes s'élèvent à des hauteurs comprises entre 2 et 3 m.
L'ensemble de la chambre principale de la caverne se développe sur une longueur d'environ 50 m. En outre, la caverne de Vogelherd recouvre une surface totale de 170 m2,.
La cavité est munie de trois accès interconnectés les uns aux autres. L'une de ces trois entrées est établie à l'extrémité sud-est de la grotte, tandis que les deux autres sont situées à ses extrémités nord et sud-ouest,,.

## Historique

### Découverte et première campagne de fouilles
Le 23 mai 1931, l'historien et dialectologue Hermann Mohn découvre fortuitement des pierres fragmentées par le feu à proximité d'un groupe de tombes datées du Néolithique. Il suppose alors la présence d'une grotte et en informe le centre d'archéologie de Tübingen,,. Le site préhistorique est, dans un premier temps, appelé du nom de son inventeur : Mohnloch (cavité de Mohn),.
Ultérieurement, le préhistorien Gustav Riek vient prospecter le site. Le 4 juillet, Mohn revient sur les lieux en compagnie de Gustav Riek. Ils découvrent, à quelques dizaines de centimètres des pierres craquelées mises en évidence par Mohn quelques mois plus tôt, une large ouverture creusée dans la roche. L'ouverture mesure 30 cm de large pour 40 cm de haut.
La première tranchée est pratiquée par Riek à travers l'entrée le 5 juillet 1931. Le lendemain, les premières traces d'une occupation du site au cours du Paléolithique sont mises en évidence.
Les premières fouilles et exploration de la grotte de Vogelherd — pratiquées illégalement à l'époque — sont entreprises à partir du 15 juillet par G. Riek,. Riek et son équipe commencent par déblayer les sédiments accumulés aux niveaux de deux points d'entrée de la grotte permettant ainsi d'y accéder. Cette opération s'effectue en l'espace de seulement dix semaines,. Au terme du déblaiement, tous les matériaux sédimentaires — soit environ un volume de 300 m3 — sont extraits de la cavité. L'ensemble de ces couches archéologiques comblaient une surface de 125 m2 et s'élevaient, à certains endroits, jusqu'à une hauteur de 5 m.
Durant cette première campagne d'investigations, les fouilleurs mettent en évidence, parmi les déblais sédimentaires, des artefacts attribués à plusieurs époques : les plus anciens sont retrouvés dans la couche sédimentaire formée à l'Eémien, constituant la base stratigraphique de la grotte, et les plus récents sont datés du Néolithique. Dans le gisement se trouve la tête d'une figurine représentant un lion des cavernes. Lors de sa découverte, cette pièce archéologique apparaît sous la forme de deux fragments,. D'autres statuettes, ou fragments de statuettes, sont mises au jour dans la partie centrale de la Vogelherd, entre la galerie d'accès sud et celle d'accès sud-ouest.
Quelques objets attribués au Paléolithique moyen sont retrouvés de manière sporadique, la plupart d'entre eux ayant été fabriqués au cours du Paléolithique supérieur et appartenant à la culture de l'Aurignacien,. Deux pointes de flèche fabriquées en bronze à barbelures sont mis en évidence à proximité des vestiges néolithiques, vers l'entrée sud-ouest. Ces deux artefacts sont attribués au bronze final.
Au niveau de l'accès sud-ouest de la Vogelherd, les fouilleurs découvrirent, au sein d'un gisement de restes osseux, des sections de défenses de mammouth mesurant chacune 50 cm. Au même endroit, de la poussière d'ivoire est mise en évidence sur un bloc de pierre. Pour Riek, il s'agit d'un indice matériel montrant qu'il y a eu broyage de l'ivoire. Le préhistorien en conclut que l'emplacement de l'entrée sud-ouest est probablement un espace destiné au travail de cette matière.
Les travaux, entrepris en juillet, sont complétées par d'autres fouilles effectuées le 1er octobre. G. Riek publie le rapport de la campagne de fouilles de la caverne en 1934,.

### Publications et rapport de fouilles des années 1930
Gustav Riek publie deux rapports de fouilles, l'un en 1932 et le second en 1934,,. Dans le rapport de fouilles de 1934, Kulturen, le préhistorien fait une description détaillée des processus géologiques de formation de la grotte, de la pétrographie des roches sédimentaires et des éléments matériels de l'occupation du site préhistorique durant le Paléolithique. Ces indications sont complétées par un plan de la Vogelherd comprenant ses différents niveaux stratigraphiques ainsi que cinq schémas montrant le profil de la cavité.
Durant la même période, Riek publie également un ouvrage intitulé Die Mammutjäger vom Lonetal,,. L'ouvrage, basé sur les travaux de Riek au sein de la Vogelherd, évoque la lutte entre des Homo sapiens (les chasseurs de Mammouth) et les hommes de Néandertal,,. Dans cet ouvrage, Riek fait très nettement tourner l'avantage aux hommes modernes,. Pour la paléoanthropologue Miriam Haidle, cette lutte ne reflète pas les faits matériels observés par la recherche archéologique récente et, de surcroît, montre une supériorité des hommes modernes sur les Néandertaliens qui est erronée,.

### Fouilles et inventaires de 1952 à 1987

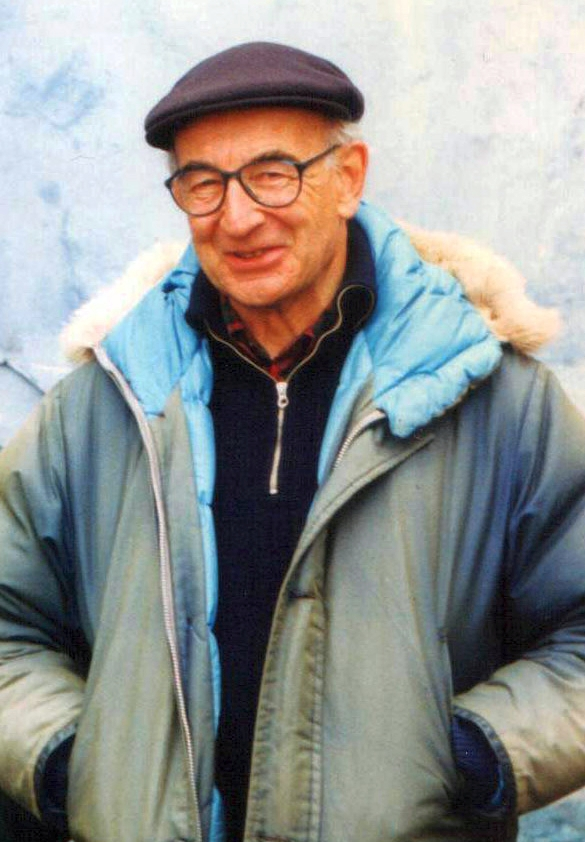
Le préhistorien Hansjürgen Müller-Beck effectue un inventaire de l'industrie lithique et osseuse de la Vogelherd dans les années 1950 et 1980.

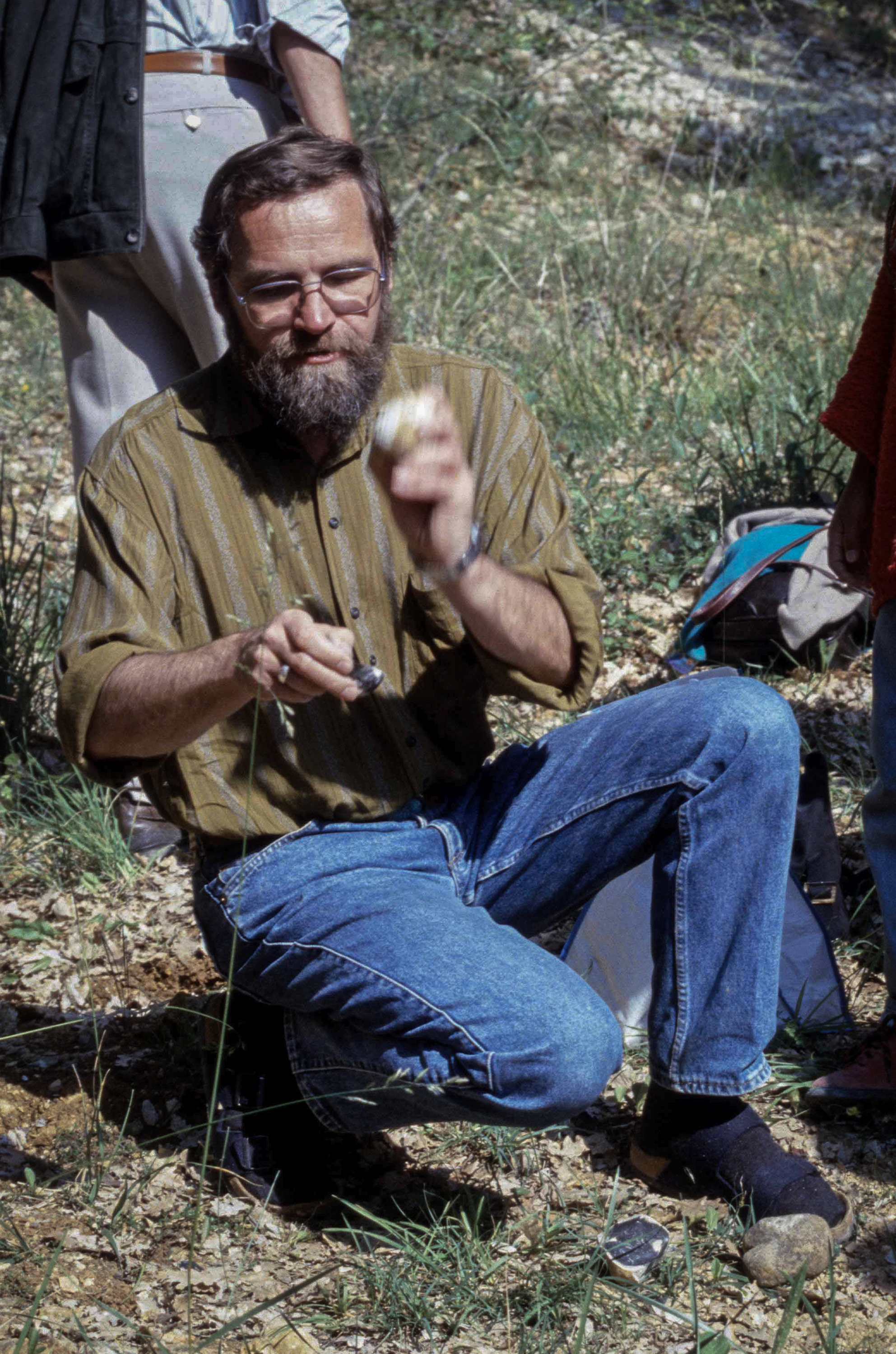
Le préhistorien Joachim Hahn fait un inventaire du petit mobilier issu de la grotte dans les années 1970.

Après les fouilles des années 1930, le 1er août 1952, Hern Siegfried Weber découvre, au sein d'un dépotoir situé au niveau de l'entrée sud-ouest, deux fragments de figurine,,. Les pièces, probablement deux parties d'une tête de lion confectionnée en ivoire de mammouth, ne peuvent cependant pas être jointes l'une à l'autre car il manque la section médiane,,. Weber conserve l'un des deux fragments dans sa collection privée, tandis que l'autre moitié de la tête de lion est conservée au Landesmuseum Württemberg, à Stuttgart,,. Durant la même période, le géologue K. Bleich met en évidence, dans un dépôt sédimentaire constitué de grès, un artefact présentant une perforation,. G. Riek, dans une publication de 1954, estime que l'objet retrouvé par Bleich est une figurine représentant un mammouth,. Cette hypothèse est infirmée par Joachim Hahn en 1986 : en effet, en raison du « manque de clareté » de l'analyse de Riek, il considère que la pièce est plus probablement un pendentif plutôt qu'une figurine.
La première campagne de fouilles « officielle » de la caverne est menée en 1978 par l'archéologue Eberhard Wagner. Deux sondages, sous la forme de tranchée, sont alors pratiqués à proximité de l'entrée de la grotte. Toutefois, les résultats archéologiques obtenus par cette campagne se révèlent modestes.
Entre 1954 et 1987, plusieurs archéologues, paléontologues et préhistoriens effectuent des analyses et examens du gisement recueilli par Riek et son équipe lors de la campagne d'excavation des années 1930,. En 1954, le paléontologue Ulrich Lehmann effectue une analyse d'une partie des fossiles fauniques. En 1957, le préhistorien Hansjürgen Müller-Beck, puis en 1965 la préhistorienne Denise de Sonneville-Bordes, et enfin en 1977, le préhistorien et archéologue Joachim Hahn réalisent les inventaires de l'industrie lithique issue de la caverne,. En 1972, puis 1977, 1986 et 1987, G. Albrecht, Hahn et Müller-Beck réalisent successivement des études sur les artefacts à matériau organique provenant de la caverne,.

### Campagne de fouilles des années 2000 et 2010

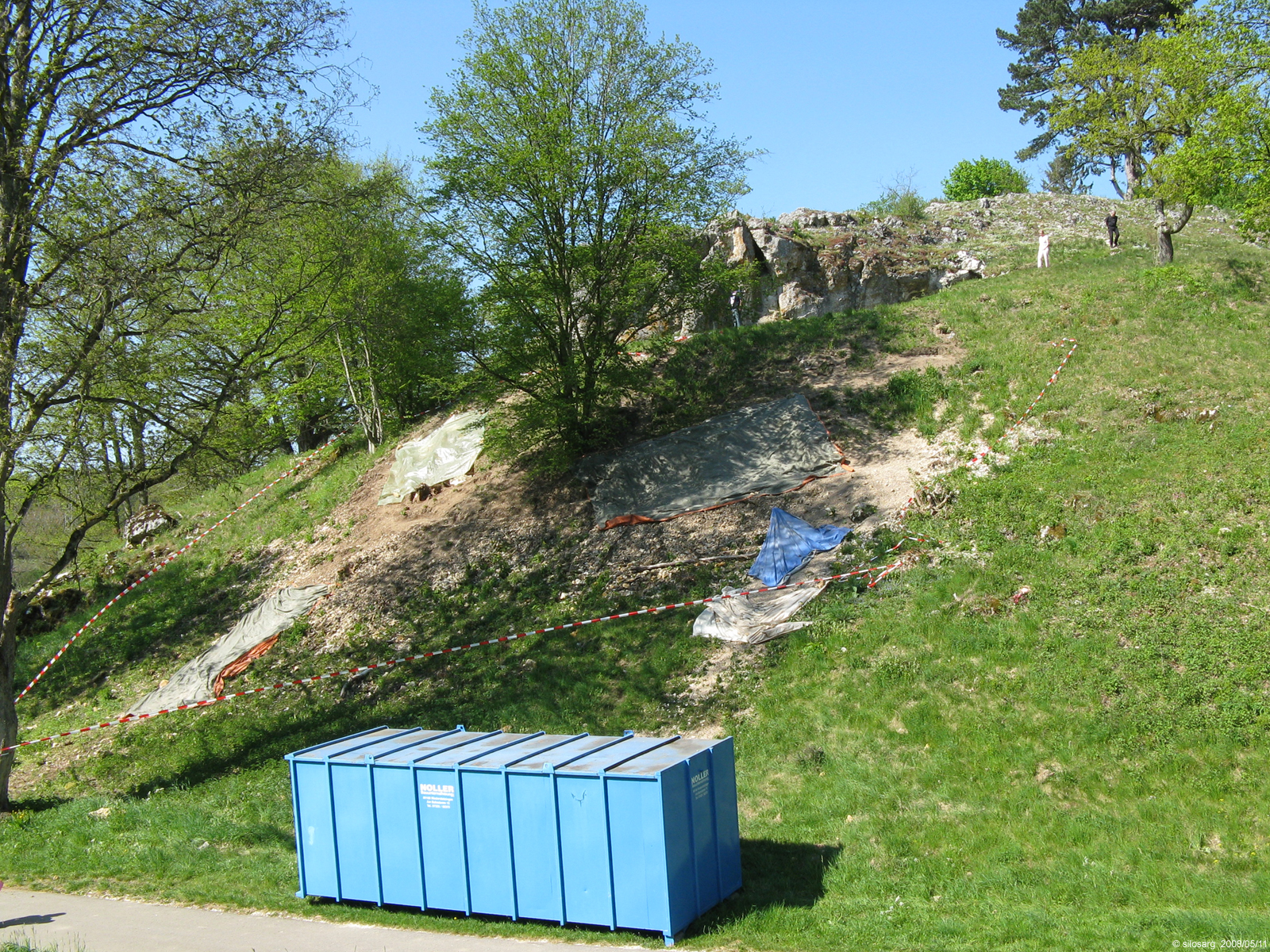
Chantier de fouilles de Vogelherd en 2008.

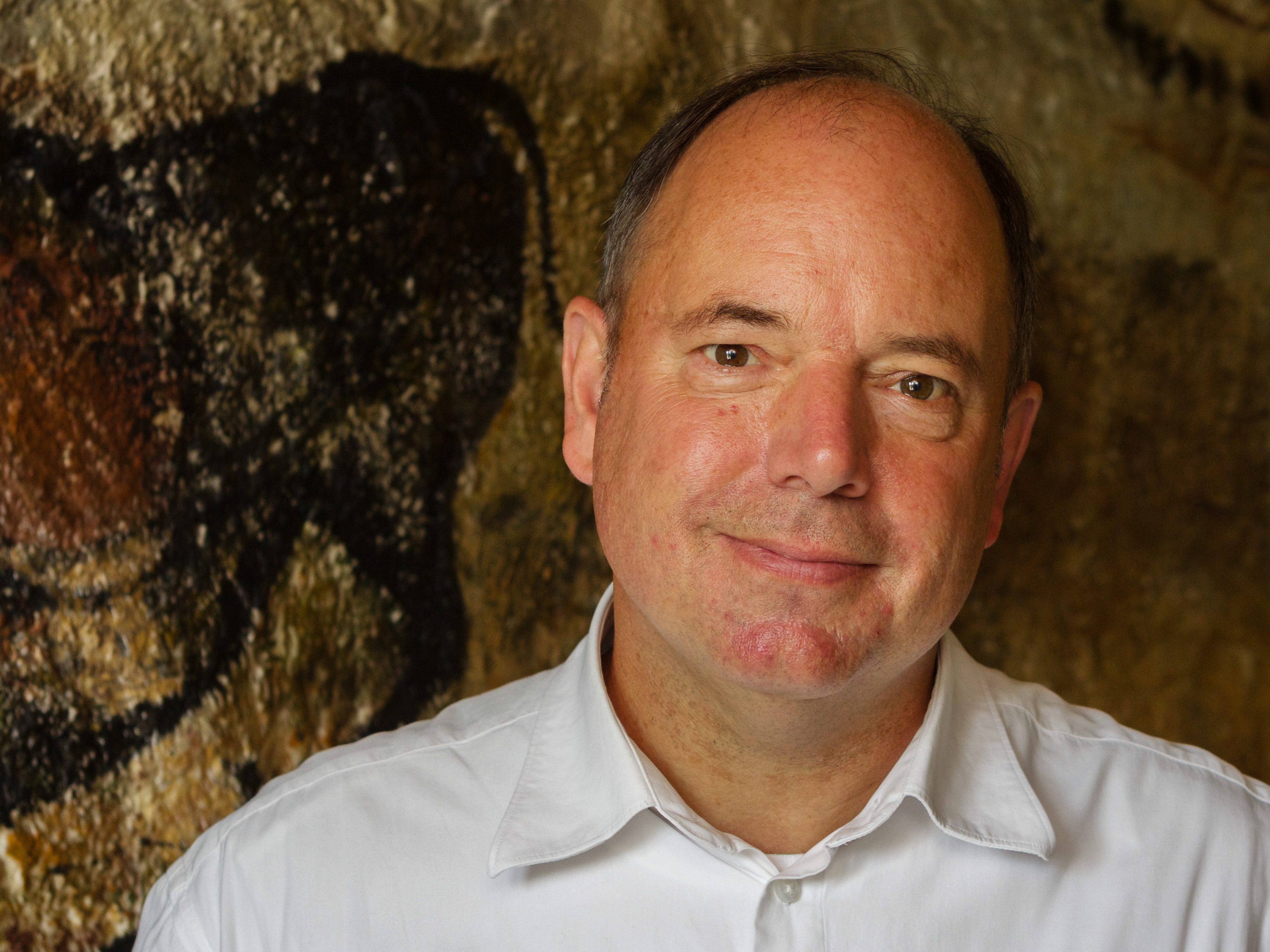
L'archéologue Nicholas J. Conard conduit la campagne de fouilles des années 2005-2012.

La dernière campagne d'investigations de la grotte s'échelonne entre 2005 et 2012,. Le programme de prospections archéologiques, amorcé par l'université de Tübingen, débute sur le site de fouilles en mai 2005. Le chantier de fouilles est dirigé par l'archéologue américain Nicholas J. Conard. Les recherches sont en grande partie orientées sur les déblais sédimentaires dégagés par Riek dans les années 1930,. Ces déblais, dont les analyses et examens ont été incomplets — aucun tri ni tamisage n'ont été opérés —, reposent sur le devant de l'une des entrées. Parmi les déblais, les fouilleurs ont mis en évidence 297 kg de fossiles, 128 kg d'ivoire de mammouth, 44 000 artefacts en pierre et 68 000 éclats. Sont associés à ces éléments, plusieurs figurines et objets mobiliers,,,. L'ensemble des déblais, d'un volume total de 16 litres, ont été répartis en 50 sacs de quelques centimètres de diamètre. Ces dépôts sédimentaires, à contrario des travaux de 1931, ont tous été tamisés à l'eau durant la campagne de 2005-2012.
Lors de ces prospections, l'équipe de fouilleurs, qui comprend une quinzaine d'étudiants, a également mis en évidence des ossements humains. La datation au carbone 14 de ces restes fossilisés a révélé qu'ils sont vieux d'environ 5 000 ans.

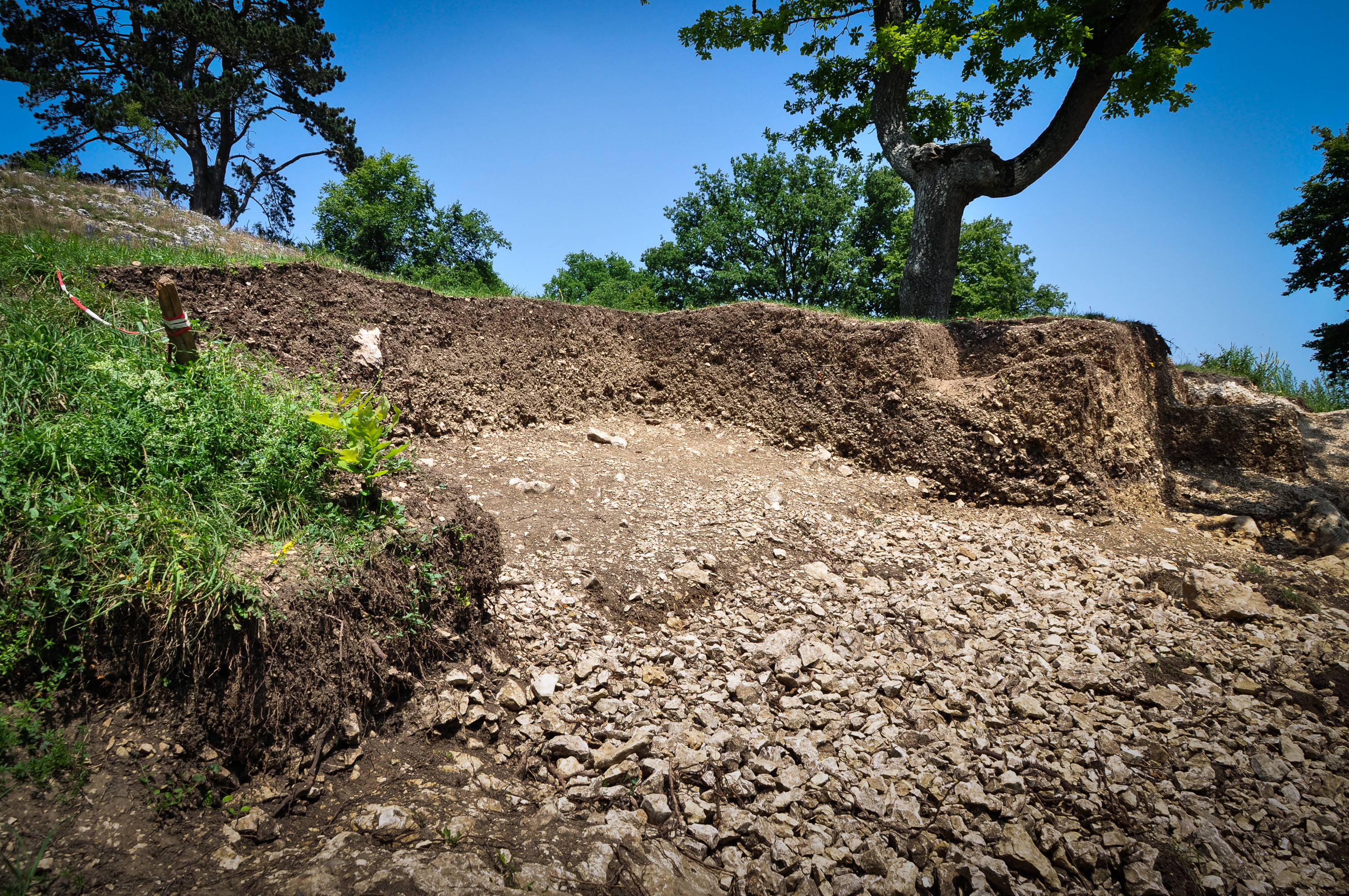
Sondages effectués en 2012 dans les déblais sédimentaires recueillis par Riek en 1931.

Une statuette représentant un mammouth et une autre figurant un torse de lion des cavernes ont été mises en évidence en 2006 par l'un des sondeurs du chantier de fouilles de la Vogelherd,,,,. Le fouilleur a communiqué le résultat de ses découvertes au centre d'information du parc archéologique de Vogelherd. En 2007, venant compléter la mise au jour de la figurine de mammouth, trois fragments de flûtes d'os et d'ivoire ont été trouvés. La campagne de fouilles de 2005-2012 a également permis de retrouver, parmi les déblais placés devant l'accès sud-ouest de la Vogelherd, près de 350 perles datées de la période aurignacienne.
Les travaux de triage des artefacts mis au jour pendant la campagne de 2005-2012 ainsi que le bilan archéologique sont réalisés en 2014. En 2015, le bilan et les résultats de cette campagne de fouilles sont présentés au cours d'un congrès annuel organisé par la Société Hugo Obermaier (Hugo-Obermaier-Gesellschaft) et tenu à Heidenheim.
Die Mammutjäger vom Lonetal, qui est réédité en 1951, puis en 2000, est remanié en 2014, sous la direction de Nicholas J. Conard et de l'archéologue Ewa Dutkiewicz. Pour Eva Dutkiewicz, Riek, dont le « passé de nazi est incontesté », a entrepris des travaux dans la grotte de Vogelherd qui n'ont pas été réalisés dans d'« excellentes conditions », mais qui ont rendu le préhistorien célèbre. En outre, les résultats de l'analyse isotopique des ossements humains ont montré que Riek en a donné une interprétation erronée, les tests d'ADN fossile étant alors inconnus du préhistorien.

## Stratigraphie de la grotte
La stratigraphie de la Vogelherd présente une stratigraphie de 3 m d'épaisseur. Les niveaux archéologiques contenant du mobilier (artefacts et écofacts) datés de l'Aurignacien font, à eux seuls, 1,5 m d'épaisseur. La culture du Gravettien est totalement absente des différents niveaux stratigraphiques de la grotte,,,.
La stratigraphie du site préhistorique est composée de 9 niveaux numérotés par des chiffres romains allant de I à IX,,,. Les neuf niveaux sont recouverts par une couche d'humus de 0,20 m d'épaisseur et contenant des matériaux sédimentaires,. En outre, une couche « stérile » s'intercale entre les étages V et VI,,,.

### Stratigraphie établie par Riek
Lors de la première campagne de fouilles de la grotte, G. Riek a établi les biostratigraphie et chronostratigraphie suivantes,,, :
| Étage stratigraphique                               | Horizon culturel      | Correspondance géologique |
| --------------------------------------------------- | --------------------- | ------------------------- |
| Étage stratigraphique I                             | Néolithique           |                           |
| Étage stratigraphique II                            | Magdalénien           |                           |
| Étage stratigraphique III                           | Magdalénien           |                           |
| Étage stratigraphique IV                            | Aurignacien supérieur |                           |
| Étage stratigraphique V                             | Aurignacien moyen     |                           |
| Étage stratigraphique VI                            | Aurignacien inférieur |                           |
| Étage stratigraphique VII                           | Moustérien            |                           |
| Étage stratigraphique VIII                          | Acheuléen supérieur   |                           |
| Étage stratigraphique IX (plancher stratigraphique) |                       | Interglaciaire - Eémien   |

| Étage stratigraphique      | Culture associée ou niveau stérile                                               | Épaisseur (cm) |
| -------------------------- | -------------------------------------------------------------------------------- | -------------- |
| Étage stratigraphique I    | Humus                                                                            | 20             |
| Étage stratigraphique II   | Culture à céramique cordée                                                       | 25             |
| Étage stratigraphique III  | Humus/terre brun-noire                                                           | 15             |
| Étage stratigraphique IV   | Magdalénien                                                                      | 40             |
| Étage stratigraphique V    | Aurignacien                                                                      | 95             |
| Étage stratigraphique VI   | Artefacts du Paléolithique supérieur associés à des ossements humains fragmentés | 10             |
| Étage stratigraphique VII  | Roche calcaire à grain fin                                                       | 20             |
| Étage stratigraphique VIII | Acheuléen supérieur                                                              | 90             |
| Étage stratigraphique IX   | Plancher stratigraphique                                                         | -              |

### Stratigraphie révisée
Les analyses réalisées par l'archéologue Hans Müller-Beck (en 1983), par Joachim Hahn et enfin Nicholas J. Conard ont permis de réviser la succession des horizons culturels de la grotte. La couche stratigraphique identifiée et interprétée par G. Riek comme étant de l'Aurignacien ancien ou inférieur (« Ulteres Aurignacien ») s'est révélée correspondre au Moustérien supérieur (ou fin du Paléolithique moyen),,,,.
Par ailleurs, l'Aurignacien dit moyen, faciès propre à l'Europe de l'Ouest définit par Henri Breuil et repris par Riek pour désigner la culture matérielle mise au jour dans le niveau V, est requalifié d'« Aurignacien typique » par Müller-Beck, à la fin des années 1960, et repris par Denise de Sonneville-Bordes, au début des années 1970, pour caractériser un faciès Aurignacien spécifique à l'Allemagne de l'Ouest,.
D'autre part, l'étage stratigraphique VIII, interprété par Riek comme étant de l'Acheuléen récent ou Acheuléen supérieur (« Jungacheuleen ») a été également révisé : Müller-Beck, en 1983, établi que ce niveau contient du matériel moustérien et Conard, dans les années 2000, le désigne sous le terme de « bifacial », les deux archéologues s'accordant sur le fait que l'étage VIII date du Paléolithique moyen,,. Pour Michael Bolus, en 2015, le mobilier contenu dans ce niveau peut être attribué à un faciès Micoquien et « doit être classé » comme étant du « Moustérien souabe ». Le faciès caractérisant le niveau VIII peut être également désigné sous les termes de « Moustérien avec option Micoquien » (MMO), autrement dit un faciès caractérisé à la fois par du Moustérien (présence d'outils unifaciaux) et du Micoquien (présence d'outils bifaciaux),,,.
Enfin, la datation par le carbone 14 des fossiles stratigraphiques récemment exhumés des dépôts sédimentaires a permis de préciser les époques successives de la caverne,,.
| Étage stratigraphique                               | Horizon culturel                                                                           | Correspondance géologique | Datation            |
| --------------------------------------------------- | ------------------------------------------------------------------------------------------ | ------------------------- | ------------------- |
| Étage stratigraphique I                             | Néolithique                                                                                |                           |                     |
| Étage stratigraphique II                            | Magdalénien                                                                                | Holocène                  | 13 015 ± 55 ans AP  |
| Étage stratigraphique III                           | Magdalénien                                                                                | Holocène                  | 13 630 ± 410 ans AP |
| Étage stratigraphique IV                            | Aurignacien supérieur                                                                      |                           | 26 110 ± 150 ans AP |
| Étage stratigraphique V                             | Aurignacien moyen (ou « Aurignacien typique »,)                                            |                           | 31 680 ± 310 ans AP |
| Étage stratigraphique VI                            | Moustérien supérieur (Paléolithique moyen tardif)                                          |                           |                     |
| Étage stratigraphique VII                           | Moustérien moyen                                                                           |                           |                     |
| Étage stratigraphique VIII                          | Moustérien inférieur - Micoquien, - « bifacial » - « Moustérien à option Micoquien » (MMO) |                           |                     |
| Étage stratigraphique IX (plancher stratigraphique) |                                                                                            | Interglaciaire - Eémien,  |                     |

## Horizons des cultures archéologiques
Environ 90 % des outils confectionnés à partir de pierre, d'os, d'ivoire et de bois ont été mis en évidence dans les couches V et IV de l'Aurignacien. Les variétés de roche les plus utilisées pour la fabrication de l'outillage en pierre sont l'Hornstein, (également appelée « chert commun »). Ces matériaux ont été extraits des environs de la grotte,,.
Par ailleurs, pour la préhistorienne Denise de Sonneville-Bordes, les caractéristiques des outils lithiques retrouvés dans la cavité souterraine tendent à conforter l'hypothèse d'un faciès archéologique de l'Aurignacien propre à la région du Jura souabe,,,.
Certains des objets lithiques retrouvés, datant du Paléolithique moyen, montrent que la grotte pourrait avoir été d'abord occupée par des Néandertaliens tardifs.
La bonne conservation des pièces archéologiques attribuables au Magdalénien, est en grande partie due aux dépôts sédimentaires survenus lors du début de la période géologique de l'Holocène.
Enfin les industries lithique et osseuse de la caverne présentent des profils technologiques et typologiques très proches de ceux recueillis dans la grotte de Geißenklösterle. Les horizons stratigraphiques des deux établissements préhistoriques affectent également d'importantes similarités, en particulier l'étage aurignacien.

### Néolithique
Étage I

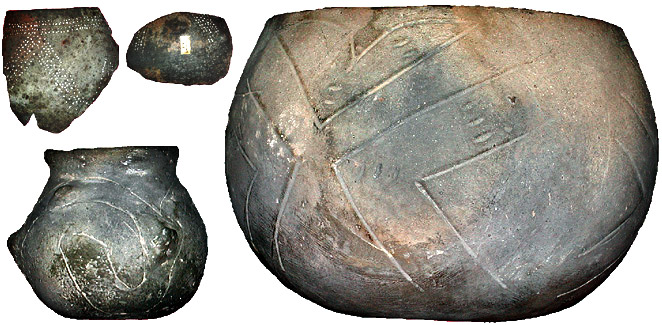
Céramiques rubanées complètes et fragmentées comparables à celles retrouvées dans la grotte.

Le niveau stratigraphique I correspondant à la période du Néolithique est, lors de sa mise au jour, d'une épaisseur de 0,20 m. Cette strate comporte des céramiques identifiées, à leurs découvertes, comme appartenant à la culture rubanée. Ces pièces de poteries sont associées à des fossiles de spécimens fauniques forestiers. Cette couche repose sur une strate composée d'humus et de matière organique issue de mammifères.

### Paléolithique supérieur

#### Magdalénien II
L'étage Magdalénien — d'une épaisseur de 0,20 m lors de sa mise au jour — de la grotte de Vogelherd comprend les couches stratigraphiques II et III. Un important gisement de pierres taillées se trouve dans la couche II. Ce gisement se compose de onze couteaux de qualités d'exécution variées, dont deux à lame à bords irréguliers, deux munis d'un manche en écorce d'arbre, deux à lame triangulaire, un à lame biseautée, quatre à lame pointue, de deux grattoirs et d'un burin à pointe grossièrement travaillée. Parmi les autres découvertes figurent un artefact en bois de renne dont la partie médiane de la surface, au niveau de la fourche, présente des incisions, ainsi qu'une plaque d'ivoire affectée de fines rainures,,.

#### Magdalénien III
Dans la couche III — épaisse de 0,20 m lors de sa mise au jour —, des artefacts en pierre ont été découverts. Parmi le gisement, se trouvent quatre couteaux à lame effilée, trois couteaux à lame émoussée, une pointe, un couteau à manche en écorce large et un couteau de forme incurvée également doté d'un manche en écorce. En outre, un fragment de bois de renne, dont la surface présente des stries, vient compléter le mobilier retrouvé dans la couche III,,.

#### Aurignacien IV
Dans la couche de l'Aurignacien tardif ou supérieur, comme l'a décrit Riek à propos de l'horizon archéologique IV — 0,25 m d'épaisseur lors de sa mise au jour —, le mobilier archéologique mis au jour suggère une présence humaine au sein de la grotte en plusieurs phases d'occupation. Selon le rapport de fouilles de Riek, en plus des 1 729 objets lithiques tels que des grattoirs ou des poinçons, 82 artefacts de nature organique ont été découverts lors de la première excavation de la grotte,,. Parmi ces artefacts, quelques pièces décorées de rainures en rangée ont été mises en évidence. D'autres découvertes organiques, incluant des éléments d'armement dont des pointes de flèche et des propulseurs, se comptent en nombre plus restreint dans cette couche. L'un d'eux possède une base fendue, quatre autres ont une base massive et trois ont été exhumés sous forme fragmentée. L'un de ces fragments présente des encoches latérales et des marques en forme de X,,,,.
L'étage IV comprend de nombreux burins — 381 au total —, certains de forme diédrale, d'autres affectant un aspect tronqué. Plusieurs autres outils de ce type possèdent une surface ayant été très peu débitée,.

#### Aurignacien V

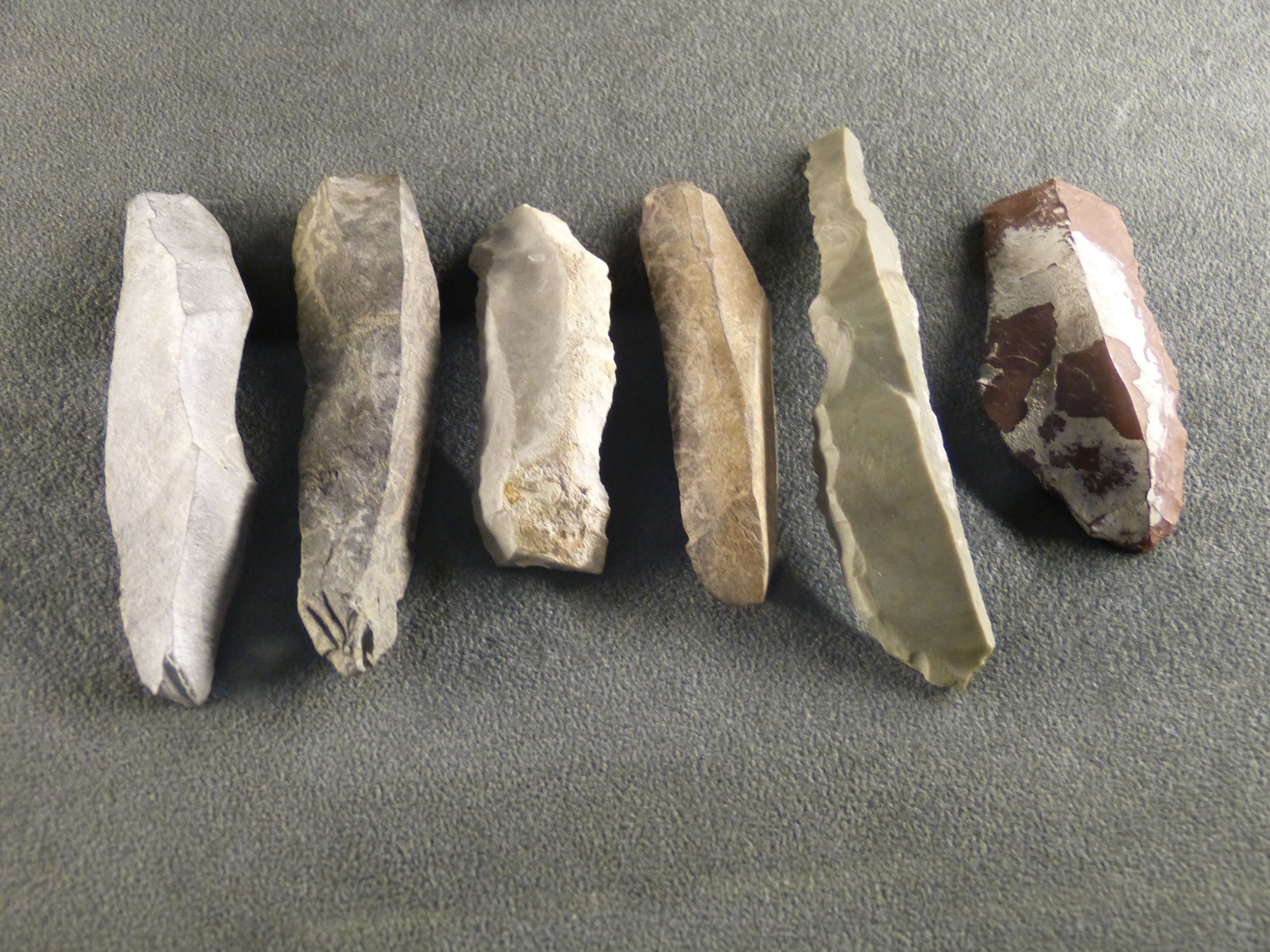
Lamelles Dufour comparables à celles retrouvées dans la caverne.

Dans la couche de l'Aurignacien V — 0,70 m d'épaisseur lors de sa mise au jour —, deux foyers de cheminée, clairement distincts, ont été retrouvés, l'un situé dans la grande galerie et l'autre à côté de l'entrée sud-ouest. Ces âtres mesurent environ 0,65 à 0,70 m de profondeur et se composent de débris de chaux grise plus ou moins compacts,,,.
Un total de 910 outils lithiques, dont la répartition se concentre principalement à proximité du hall principal et de l'entrée sud-ouest, ont été mis en évidence. Parmi ces objets, les burins (224 pièces au total) et les pointes sont les plus fréquemment représentés. En outre, un grand nombre d'outils — lamelles classiques et, dans une moindre mesure, des lamelles Dufour — composés de matériau lithique et organique ont également été mis en évidence. Associés à ces gisements d'outillage, de nombreux artefacts fabriqués en os et en ivoire ont été découverts dans la couche V. Les artefacts les plus communs conçus en matière organique incluent des fragments de projectiles,,, notamment des pointes en os et à base dite « massive » — comparables à celles mises en évidence dans les grottes de Mladeč (en), en Moravie — et datées entre 31 900 et 27 400 AP. Dans une moindre mesure, l'industrie osseuse aurignacienne de la grotte se compose également de pointes de sagaie plates à base fendue. La couche aurignacienne comporte également un retouchoir. Cette production conçue en pierre présente des stigmates de peintures. Ces traces pourraient être soit « intentionnelles », soit « fonctionnelles », soit « décoratives »,.
Enfin, un briquet à percussion, fait en pyrite et daté entre 30 000 et 36 000 années AP, vient compléter l'inventaire de ce niveau archéologique,,,. Cet outil utilisé pour produire du feu mesure 52 mm de long pour 43 mm de large et 41 mm d'épaisseur. L'artefact pèse 145 g. La zone de percussion du briquet, de forme circulaire, mesure 30 mm de long sur 25 mm de large. La surface de l'outil est marquée par une fissure de 2 mm de large. Cette faille, qui s'étire depuis la zone de percussion jusqu'à la partie centrale de l'artefact, présente une profondeur de 14 mm. La fissure forme deux lignes distante de 6 à 15 mm et qui se rejoignent au niveau de la zone centrale de l'outil à produire du feu.

### Paléolithique moyen

#### Moustérien VI
Le niveau VI — couche correspondant au Moustérien supérieur et que Riek avait incorrectement identifié comme étant de l'Aurignacien ancien (ou Aurignacien supérieur),,, — a fourni des pointes de forme triangulaire et à base fendue. Ces pièces ont été façonnées à partir de côtes de mammouths,,. En outre, pour Gisela Freund, l'industrie lithique de ce niveau présente de forte similitudes avec celle de l'« Aurignacien ancien » recueilli dans l'Ilsenhöhle, une grotte située près de la ville de Ranis.

#### Moustérien VII

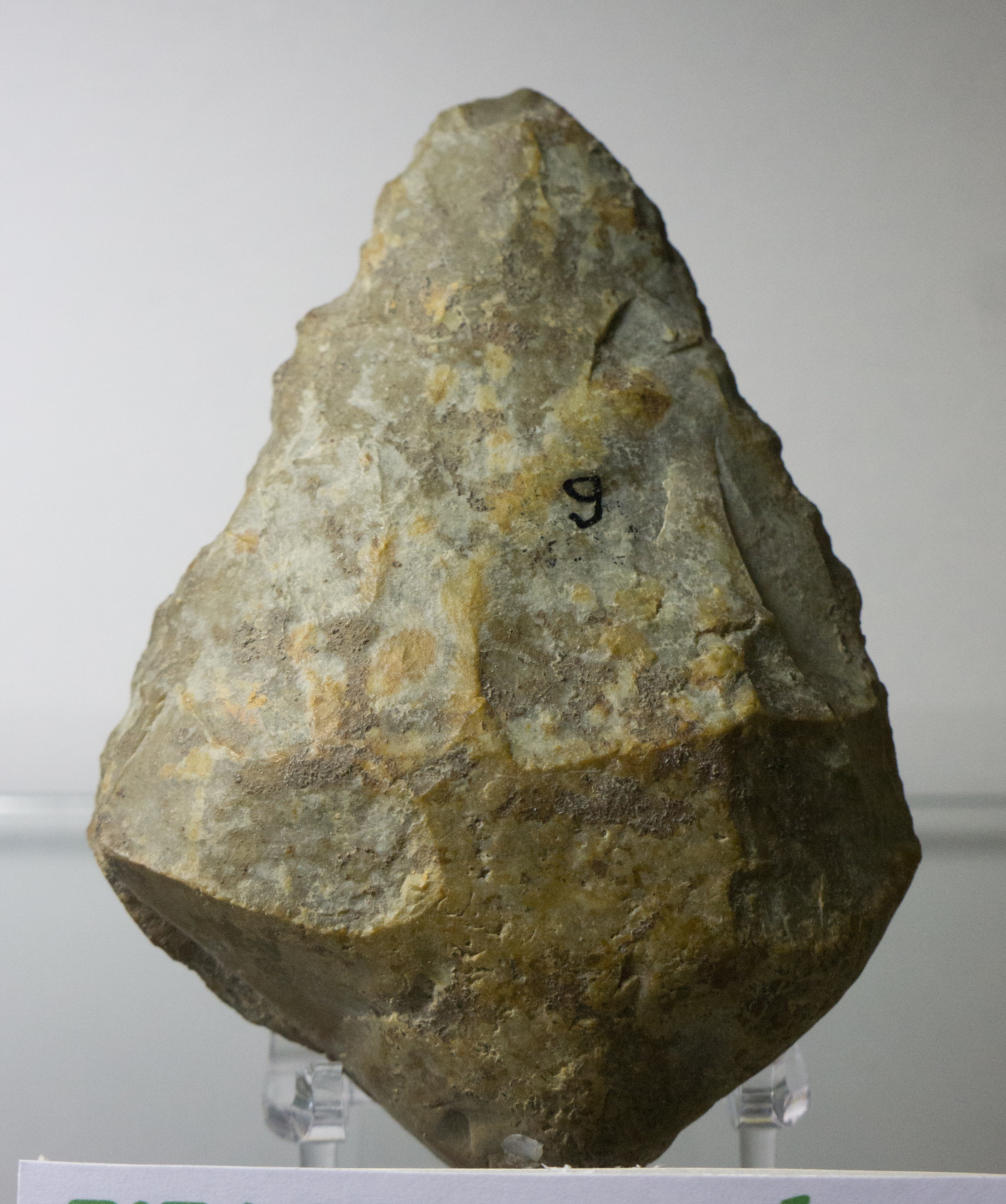
Biface du Moustérien comparable à celui découvert dans la grotte.

Les artefacts en pierre de la couche VII du Moustérien comprennent un large biface fait de silex ocre jaune et blanc, une pointe en silex ocre et gris présentant un côté biseauté, une seconde pointe en silex gris-jaune, et un total de cinq grattoirs dont trois affectés d'une forme incurvée et deux d'aspect rectiligne. Par ailleurs, un morceau de mâchoire supérieure de cheval sauvage a été également exhumé. Lors de sa découverte, ce fragment osseux présentait cinq incisives intactes. La couche du Moustérien est précédée par une strate sédimentaire de 0,90 m d'épaisseur,,.
Le mobilier de ce niveau du Paléolithique moyen est complété par deux pointes de lances fabriquées en os.

#### Moustérien - Micoquien - bifacial VIII
Cet étage, de faciès simultanément moustérien et micoquien,,,,, est documenté par des bifaces associés à de nombreux restes fauniques fossilisés, dont une molaire d'Elephas antiquus Falconeri, des ossements de Rhinoceros tichorhinus, d'Elephas primigenius et de Rangifer tarandus,,,,. Le mobilier lithique contenu dans cet étage est également composé de Keilmesser, un type de biface dit « à dos »,, outil à section triangulaire et à base convexe qui présente une face postérieure large, partiellement non-taillée, aux bords façonnés pour en faciliter la prise et une face antérieure tranchante et retouchée.
Le niveau stratigraphique VIII, que Riek attribue à de l'Acheuléen supérieur (« Jungacheuleen »), contient également des grattoirs retouchés et des poinçons aux bords également retouchés,.

#### Plancher stratigraphique étage IX
Cette couche, datée de l'Eémien et correspondant au plancher stratigraphique de la grotte, contient six artefacts lithiques ainsi que la molaire d'un spécimen d'éléphant,.

## Objets d'art préhistorique de la grotte
Le mobilier d'art préhistorique de la Vogelherd comprend 11 statuettes (dont dix fabriquées en ivoire de mammouth), environ 350 objets de parure,, trois flûtes fragmentées, ainsi qu'une gravure d'ours des cavernes représenté en posture dressée.

### Figurines et statuettes
Une importante proportion des figurines recueillies au sein de la grotte correspondent aux niveaux stratigraphiques IV et V (époque aurignacienne). Ces deux horizons culturels comportent de nombreuses figurines zoomorphiques (félidés, bisons, chevaux et mammouths). Le mobilier exhumé de ces deux couches est complétée d'une statuette anthropomorphique « schématisée » et sculptée en ronde-bosse.

#### Figurine de cheval sauvage

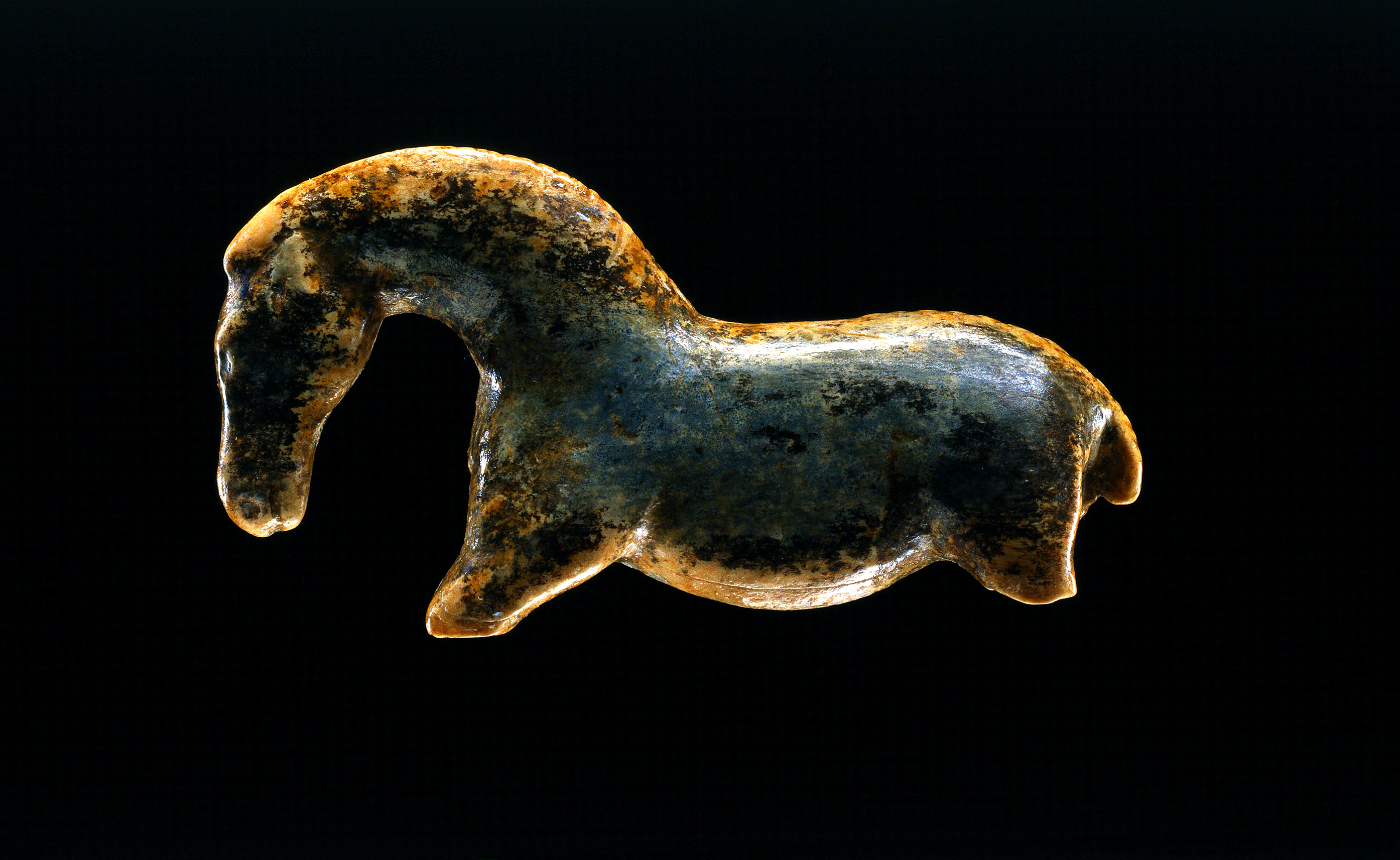
Sculpture représentant un cheval sauvage.

Parmi les figurines recueillies dans la Vogelherd se trouve un artefact représentant un cheval sauvage (« le cheval de Vogelherd ») daté d'environ 32 000 ans. La pièce, qui mesure 4,8 cm de long, pour 2,5 cm de haut et 0,7 cm de large, représente un étalon dans une position typiquement imposante,,,,.
Le cou du cheval, relativement long, est comparable à celui d'un cygne. Pour Gisela Freund, la tête de l'animal, « très finement sculptée, est l'une des plus belles têtes de cheval paléolithique ». L'artefact est marqué d'incisions à peine visibles en forme de « X » de la tête jusqu'à la queue,,. Les pattes de l'animal sont cassées,,. Par ailleurs, la pièce est également brisée selon une coupe d'axe longitudinal et n'est donc actuellement visible qu'en demi-relief,,,. Cette cassure aurait été probablement faite par l'auteur de la sculpture lui-même. D'autre part, en raison de l'aspect gracile de l'animal, l'auteur de la figurine a très certainement voulu représenter un Equus cabalus germanicus plutôt qu'un cheval de Przewalski, une espèce qui est plus documentée dans l'art du Paléolithique.

#### Figurines de mammouth

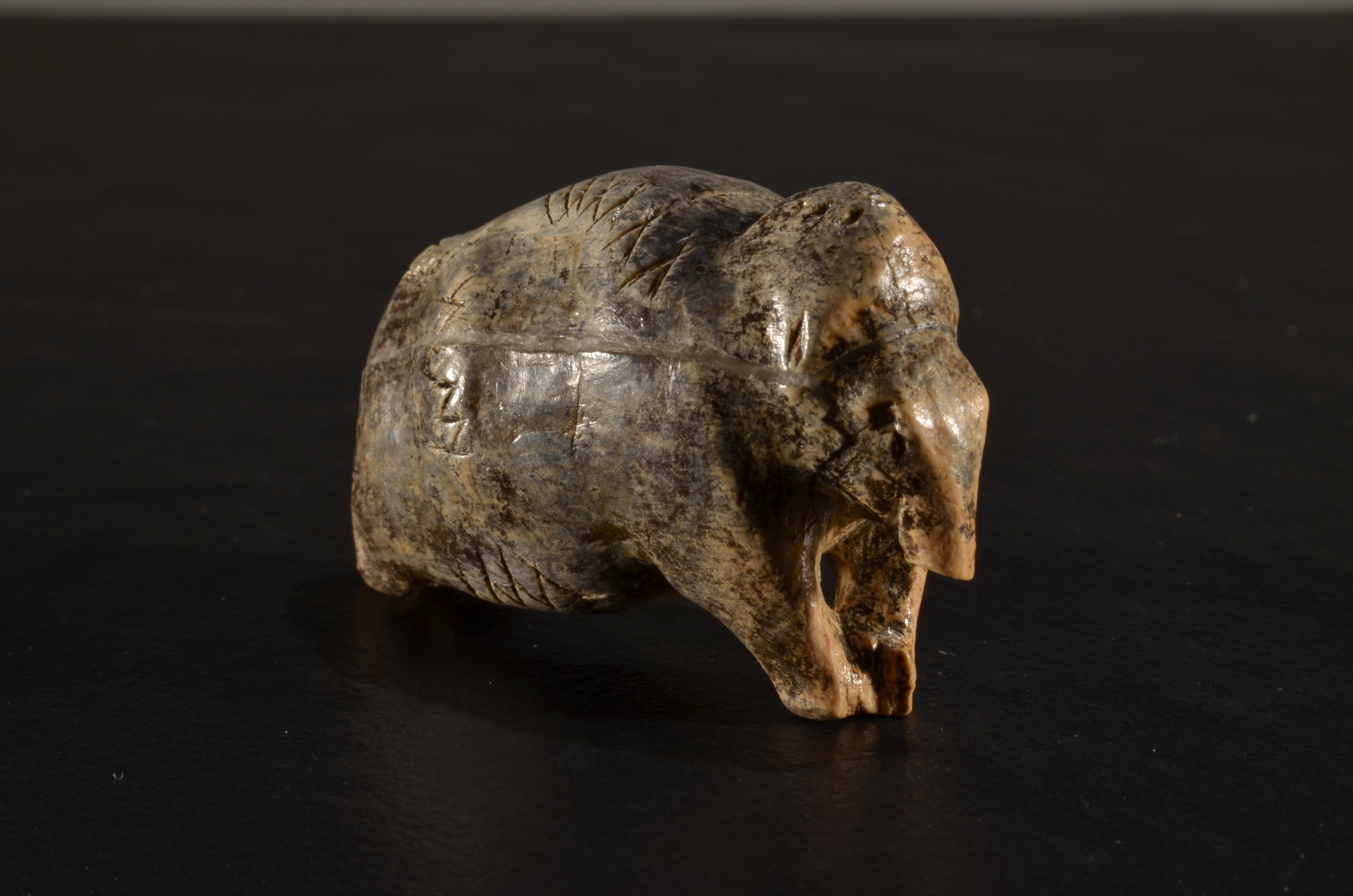
Figurine de mammouth trouvée en 1931.

Les fouilles de la grotte ont également permis de délivrer une figurine représentant un spécimen de mammouth laineux (Mammuthus primigenius) adulte, une espèce dont le biome s'étendait sur l'ensemble du continent eurasien durant l'époque du Pléistocène.
Cette pièce, conçue dans de l'ivoire de mammouth — autrement dit, la partie dentine de la défense de mammouth, ce type de matériau organique présentant une plasticité qui rend plus facile le façonnage, le modelage et le polissage —, mesure environ 50 mm de long pour 34 mm de haut et 22,1 mm de large. La sculpture a été retrouvée avec les pattes postérieures et la trompe cassées. En raison d'un trou pratiqué sur la partie supérieure des pattes postérieures, la figurine était problement destinée à servir de pendentif.
L'artefact est, pour Hansjürgen Müller-Beck, l'« une des plus anciennes figurines animales connues ». Cette pièce zoomorphique est datée entre 30 000 et 35 000 ans AP. La figurine présente à sa surface des incisions en forme de X, un type d'incision également connue sous le terme de croix de saint André. Ces marques pourraient indiquer une forme de symbolisme de type sémantique.
La Vogelherd a livré une autre pièce qui figure, selon G. Riek, un mammouth,. Pour Harald Floss, cette interprétation est « contestable ». L'objet est conçu dans du grès,. Cette pièce mesure 5,42 cm de long pour 3,20 cm de large et 3,97 cm de haut.
Enfin, lors de la campagne de fouilles de 2005-2012, une troisième statuette de mammouth de 3,7 cm de long a été mise au jour et pesant environ 7,5 grammes a été répertoriée comme étant la plus ancienne œuvre miniature de l'humanité entièrement conservée dans son état initial. Contrairement à la plupart des autres figurines de la Vogelherd, elle porte relativement peu de motifs décorés, seules ses membres inférieurs et supérieurs sont marqués d'une croix fine et six incisions sont visibles au niveau de sa tête,,.

#### Figurine de bison

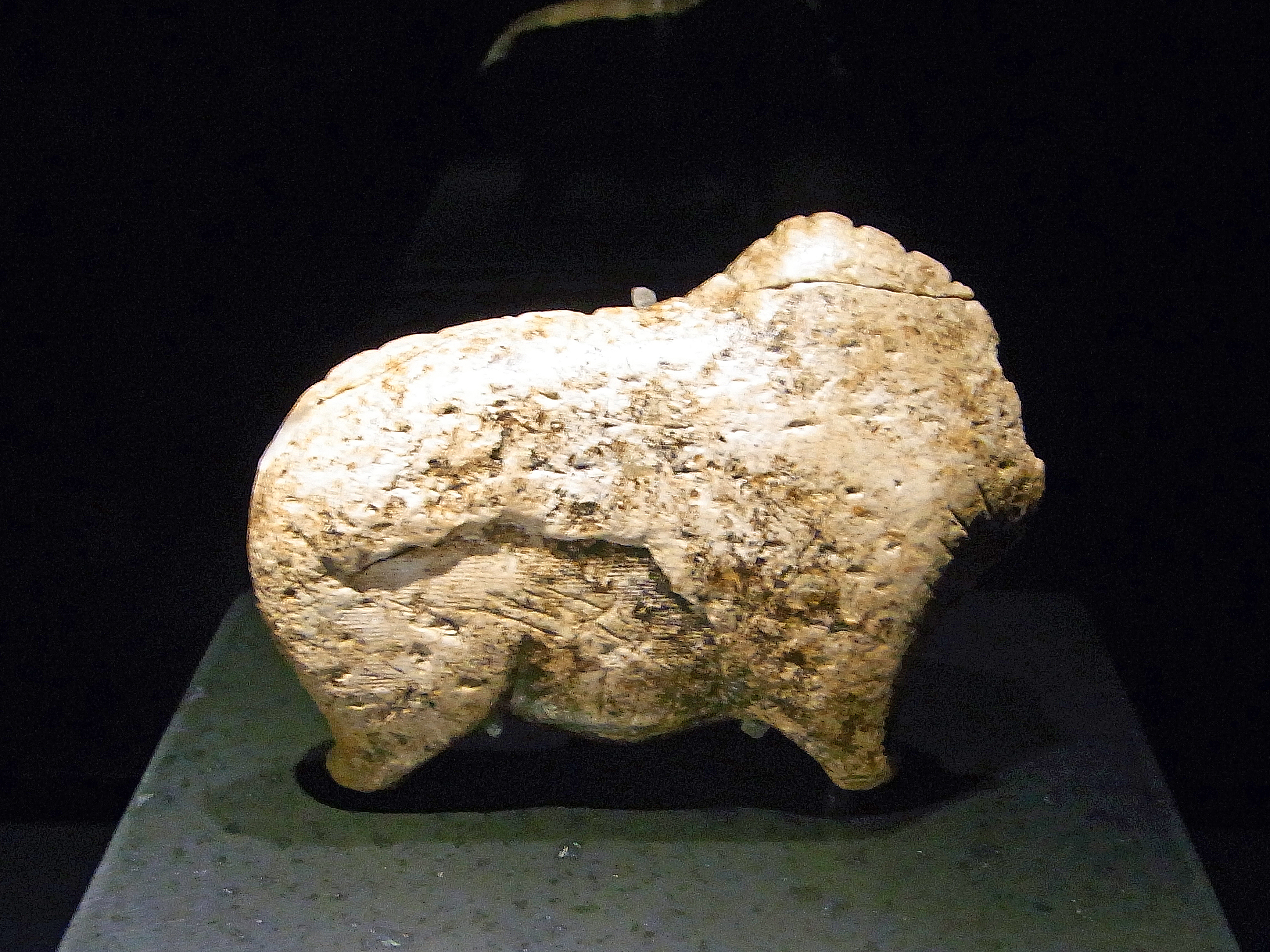
Figurine de bison.

Le mobilier de la caverne comprend la statuette d'un bison,. La pièce mesure plus 70 mm de long pour 5,25 cm de haut et 1,35 cm d'épaisseur. La figurine, datée d'environ 35 000 AP, a été sculptée dans de l'ivoire de mammouth.
La figurine présente les marques d’un procédé technologique caractéristique pratiqué pour sculpter les reliefs de l'éléphantidé, notamment son pelage. Ce procédé consiste à modeler la surface du matériau au moyen de petites incisions de forme circulaire. La statuette est dotée de pattes courtes et présente une bosse ainsi qu'une crinière « stylisées ».

#### Figurines de félidés

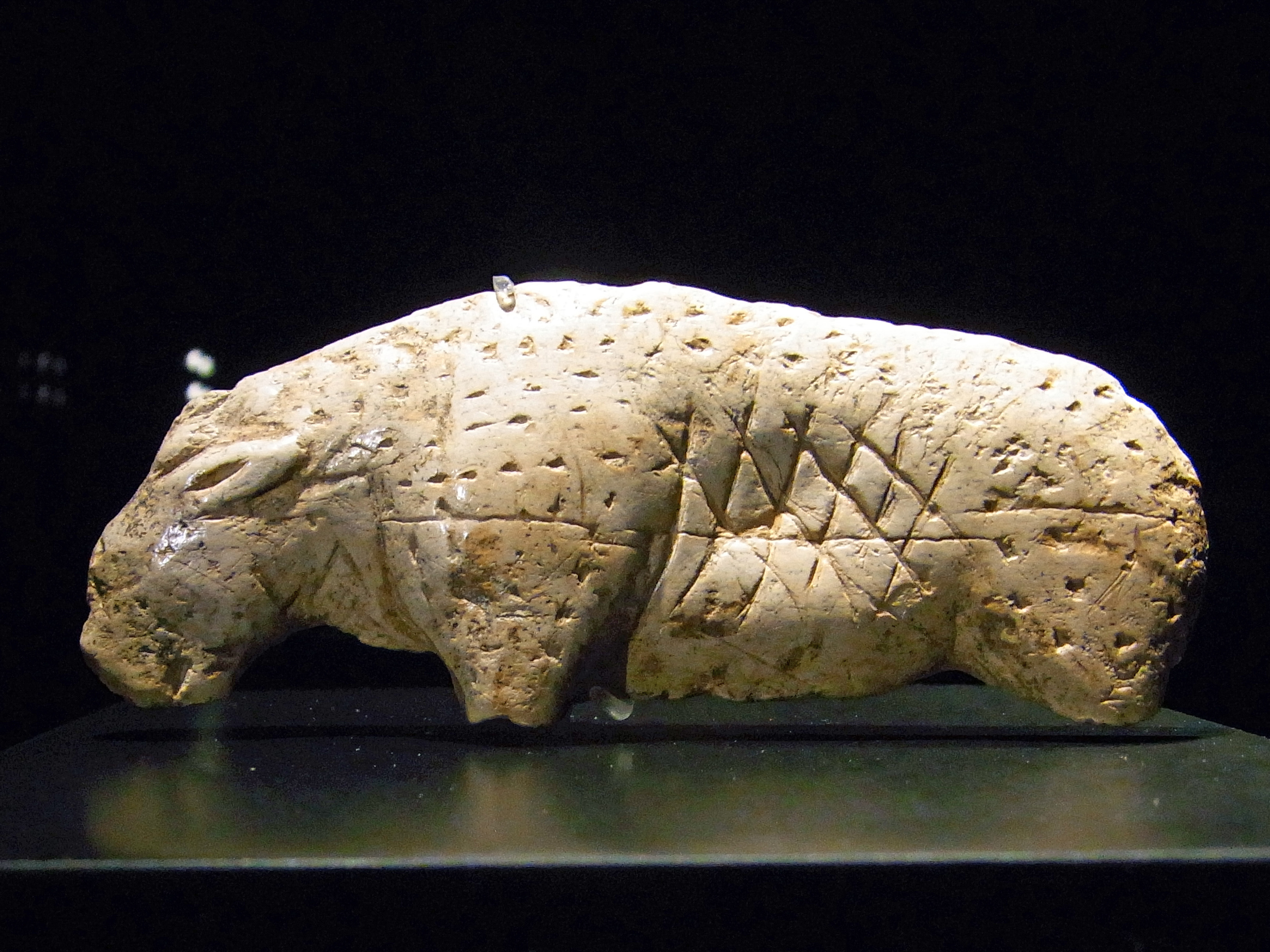
Lion des cavernes.

L'instrumentum artisanal issu de la Vogelherd comprend plusieurs figurines de félidés. L'une d'entre elles représente un lion des cavernes mesurant 72 mm de long pour 11 mm de large et 53 mm de haut. Les oreilles de l'animal sont couchées et correctement sculptées. À contrario, les yeux et la gueule du lion des cavernes ont été représentés avec plus de négligence. Le corps de l'animal est en grande partie recouvert de rangées de points tracées parallèlement. L'abdomen présente des motifs en forme de losange. Les pattes de l'animal sont réduites à des moignons.

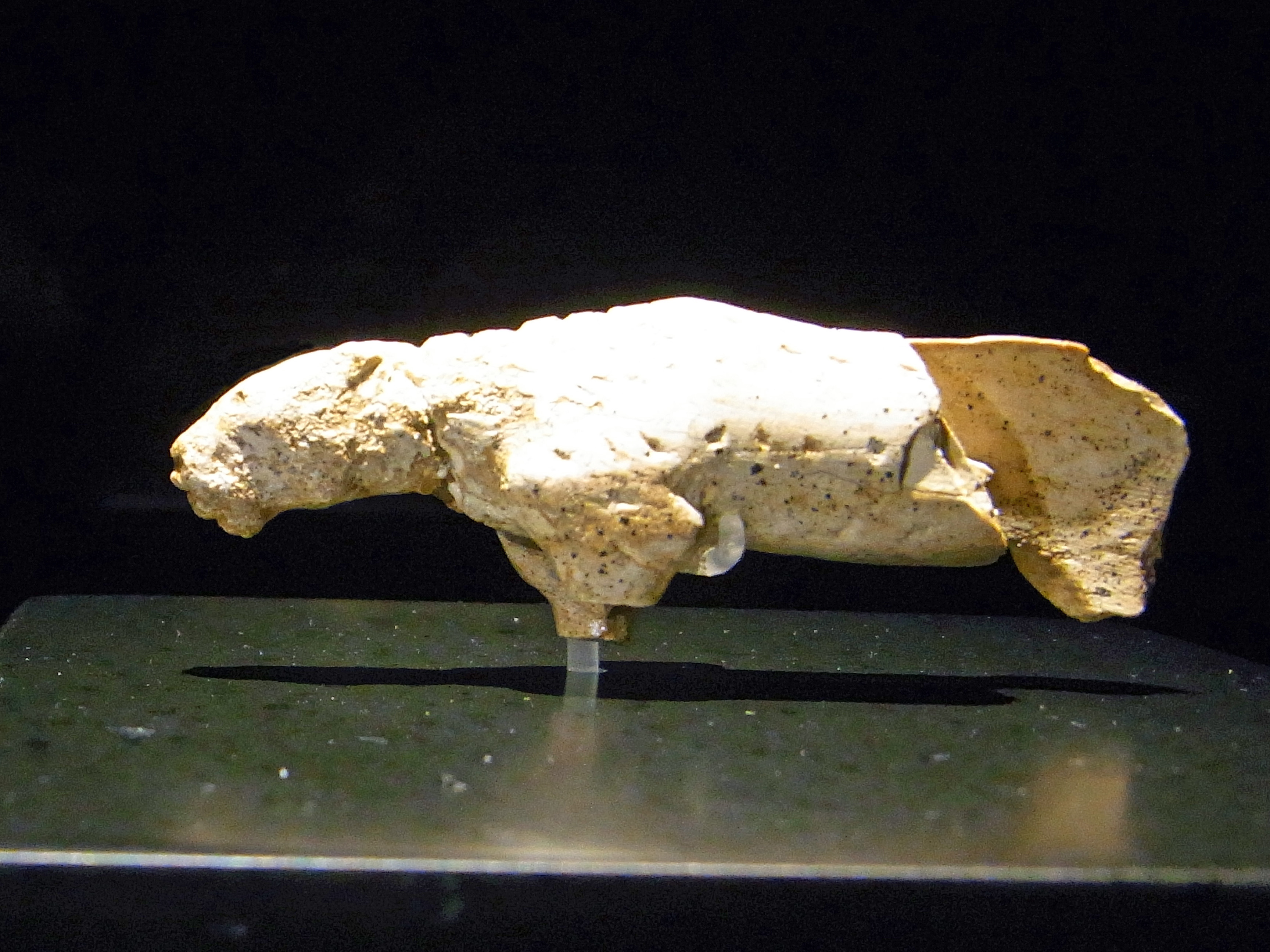
Figurine représentant une panthère ou une lionne,,.

Le mobilier d'art de la grotte se compose également d'un autre lion des cavernes. L'objet mesure 2,95 × 2,15 cm pour une épaisseur de 6 mm. La pièce a subi une cassure en coupe horizontale au niveau de ses pattes. Des incisions et marques poinçonnées ont été pratiquées sur son corps. En outre, la statuette est dépourvue de crinière. Une troisième statuette de félin, représentant une panthère (ou une lionne), a été mise au jour,. La pièce mesure 6,85 cm de long pour 1,5 cm de large et 2,45 cm de haut. Sur la surface du corps de l'animal, des motifs en forme de fossettes ont été incisés. La nuque du félin porte 6 sillons parallèles. G. Freund remarque que la conception stylistique de la pièce, et en particulier sa gueule, confère à la figurine « un caractère dangereux ». Pour André Leroi-Gourhan, la réplétion de marques incisées en forme de ponctuation identifiées sur les parties dorsale, abdominale et les cuisses des deux figurines, associée, pour l'une d'entre elles, à des marques en croisillons pratiquées sur le flanc, suggèrent que ces statuettes représentent des « panthères tachetées ». Les marques en pointillé relevées sur les deux statuettes sont comparables à celles observées sur les figurines mises en évidence dans l'abri Morin, en Gironde. Ces deux figurines de félidés, dont les cous sont étendus vers l'avant, présentent la même particularité que les représentations pariétales de lions des cavernes découverts dans la grotte Chauvet,. En outre, ils sont représentés dans des postures agressives.

#### Figurine d'ours ou de lion

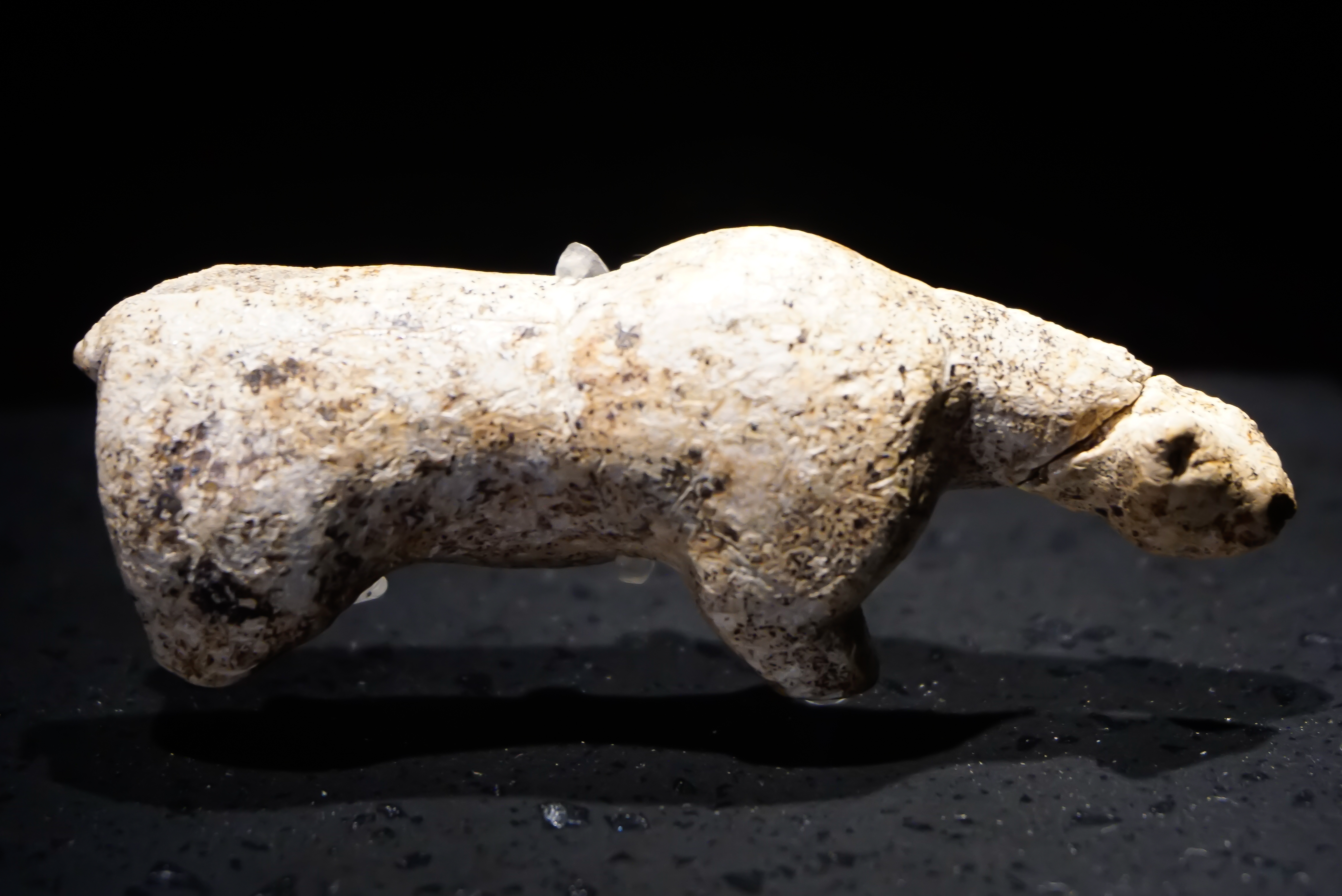
Figurine d'ours ou de lion,.

Une figurine fabriquée en ivoire de mammouth a été retrouvée incomplète (sans tête) lors des travaux d'excavation de 1931,,. La pièce, datée d'environ 40 000 années AP, mesure 58 mm de long pour 14 mm de large et 24 mm de haut.
Dans son rapport de fouilles de 1934, Riek considère que la statuette représente un ours ou un jeune rhinocéros,,. Dans une publication de 1956, les préhistoriens Henri Breuil, Louis-René Nougier et Romain Pissigny porte interrogation sur l'interprétation de Riek. J. Hahn, en 1986, reprend l'hypothèse de Riek et estime que la pièce pourrait représenter soit un ours, soit un jeune rhinocéros.
La tête de l'animal est mise en évidence durant la campagne de fouilles de 2005-2012, en 2013,. Le remontage des deux fragments (corps et tête) a permis de mettre en évidence que l'ensemble de la statuette représente un ours ou un lion,.

#### Figurine de cervidé

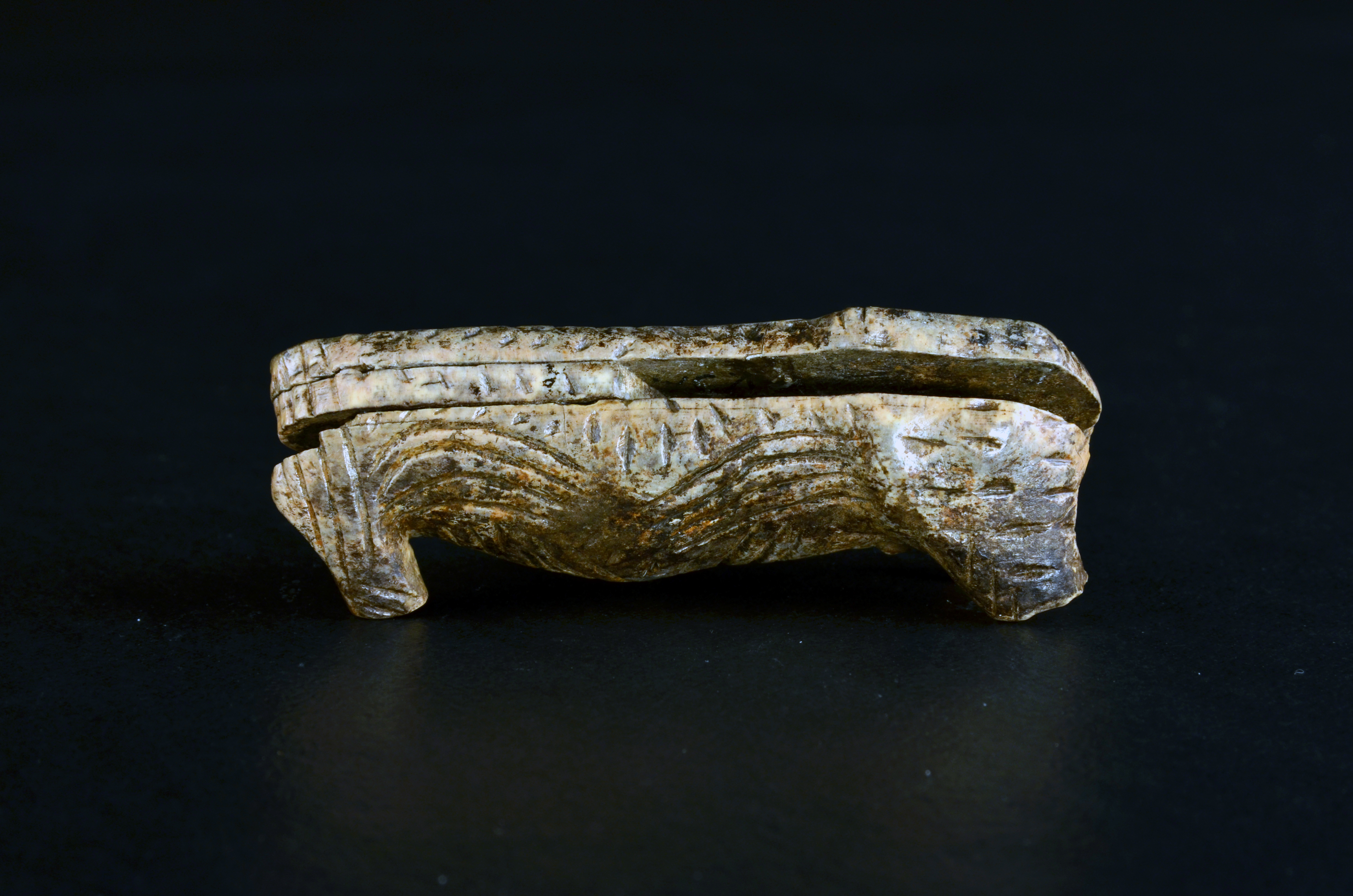
Corps d'un cervidé.

La statuette représentant un corps de cervidé — un renne, d'après G. Riek — est fracturée selon une coupe longitudinale. L'une des pattes antérieure est sectionnée jusqu'à sa base et la tête de l'animal est également cassée. Riek suggère que la tête de la figurine a été fracturée de manière intentionnelle par l'auteur de la sculpture.
La pièce mesure 6,37 cm de long pour 1,5 cm de large et 2,2 cm de haut. La totalité de la surface du corps présente des incisions : des traits, des sillons partiellement courbés et tracés parallèlement, ainsi que des motifs en forme de virgule.

#### Figurines anthropomorphiques
Une Vénus a été retrouvée lors des fouilles de la grotte. La sculpture anthropomorphique a été réalisée dans une défense de sanglier. L'artefact a fait l'objet d'un polissage et mesure 6,9 cm de haut. Cette représentation féminine correspond au niveau magdalénien de la grotte. La Vénus de Vogelherd, ouvragée en ronde-bosse, est dépourvue de tête et son corps est représenté de manière schématique,.
Une autre sculpture anthropomorphique a été mise en évidence durant les travaux d'excavation de 1931. La pièce est à l'état inachevé et son interprétation n'est pas clairement établie. Pour Harald Floss, cette figurine « présente des similitudes formelles » avec une pièce retrouvée au Trou Magrite (à Pont-à-Lesse, dans la province de Namur), mais également avec une sculpture représentant un phallus découvert sur le site de l'abri Blanchard, en Dordogne ou encore la Vénus de Hohle Fels.

#### Autres figurines
D'autres petites sculptures attribuées à l'Aurignacien et confectionnées dans de l'ivoire de mammouth ont été mises en évidence,,. Parmi celles-ci, des statuettes représentant des grands félins,,, dont un torse de lion des cavernes de 5,6 cm de long, daté d'environ 35 000 AP,,,, une tête de lion de 1,8 × 2,5 × 0,6 cm et datée d'environ 35 000 AP, ainsi que deux autres figurines animales, l'une représentant un poisson et l'autre un hérisson,.

#### Analyse
Riek, dans son rapport de fouilles de 1934, attribue les statuettes à l'interglaciaire Würm I/II. La préhistorienne Gisela Freund remet en cause la datation établie par Riek, et formule l'hypothèse que les figurines, comme l'occupation humaine de la grotte durant l'époque aurignacienne, a probablement débuté plus tard. Par ailleurs, Riek ne donne aucun indice précis sur le contexte stratigraphique des figurines. Pour Freund, le préhistorien allemand « regarde les plastiques rondes comme appartenant à l'Aurignacien moyen et les demi-reliefs comme témoignages de l'Aurignacien supérieur »,.
Les sculptures en ivoire de la grotte de Vogelherd sont parmi les œuvres les plus connues de l'art du Paléolithique supérieur. Après la découverte de onze statuettes lors des fouilles de 1931, celles-ci étaient alors considérées comme les « plus anciennes œuvres d'art figuratif du monde ». Cependant, en l'état des recherches les plus récentes, l'ensemble des pièces figuratives retrouvées dans le Jura sont considérées comme « les plus anciennes d'Europe ». Par ailleurs, en 2013, Gerhard Bosinski met en évidence que les plus anciennes statuettes aurignaciennes ne proviennent ni de la Vogelherd, ni de la Geißenklösterle ou encore de la Hohle Fels, mais sont issues du site préhistorique de Sungir', à proximité de la ville russe de Vladimir.
Globalement, outre une période (le Paléolithique supérieur) et une culture archéologique similaires (l'Aurignacien), ces objets présentent la même thématique que les représentations pariétales mises en évidence dans les grottes d'Aldène et de Chauvet. Comme les figurines de la grotte de Vogelherd, une forte proportion des peintures et gravures des grottes de l'Ardèche et de l'Hérault représentent des animaux carnivores,, et en particulier des œuvres figurant des lions des cavernes. La statuette représentant un mammouth présente, avec d'autres figurines de la Vogelherd, de forte similitudes avec les pièces d'art préhistorique de la zone franco-cantabriques.
Pour G. Riek, dans les années 1930, la reproduction exclusive d'espèces fauniques met en évidence les spécificités des populations aurignaciennes ainsi que « la prééminence et le prestige que la chasse tient au sein de ces communautés ». Il ajoute que « l'Homme aurignacien était d'abord et principalement un chasseur et que le pouvoir de la chasse était célébré à travers une expression artistique ». Ultérieurement, dans les années 1980, le préhistorien Hansjürgen Müller-Beck formule l'hypothèse que la conception des figurines de la Vogelherd représente les premières manifestations des compétences techniques humaines dans le domaine de l'art mobilier ainsi que « les premières expressions de la capacité et du désir de l'humanité d'expliquer son environnement ». Joachim Hahn propose quant à lui que la conception stylistique de ces pièces « délivre un code pour un ensemble complexe de messages visuels centrés autour d'une idéologie du pouvoir et de la force et ayant possiblement une fonction pédagogique ».

Près de 10 % des pièces en ivoire livrées par la grotte de Vogelherd montrent des motifs à caractère symbolique. Pour les archéologues Dutkiewicz et Conard, ces décors symboliques, 

« soulignent ainsi l’importance de cette forme d'expression dans la société aurignacienne du Jura souabe. »

— Ewa Dutkiewicz et Nicholas J. Conard, 2016.
Ces artefacts, confectionnés à l'époque aurignacienne, suggèrent également une forme de « communication », de « langage » et d'« expression symbolique ». G. Sauvet, C. Fritz et G. Tosello ajoutent que la répétition des incisions en forme de croisillons — des « signes conventionnels » — apposés sur la plupart des figurines de la Vogelherd, « confirment l'existence d'un système de croyance déjà très élaboré ».

Pour Harald Floss, les figurines de la Vogelherd, comme celles retrouvées sur les autres sites préhistoriques du Jura souabe, 

« possèdent un caractère individuel marqué, comme si elles avaient été créées, ou possédées, par des personnes bien distinctes »

— Harald Floss, 2015 p. 12.
 D'autre part, en raison de leur petite taille, l'archéologue ajoute que ces pièces d'art mobilier 

« se prêtaient donc à être portés au quotidien. C’est-à-dire, des objets mobiles dans un monde mobile »

— Harald Floss, 2015, p. 12.

Figurines découvertes dans la grotte de Vogelherd
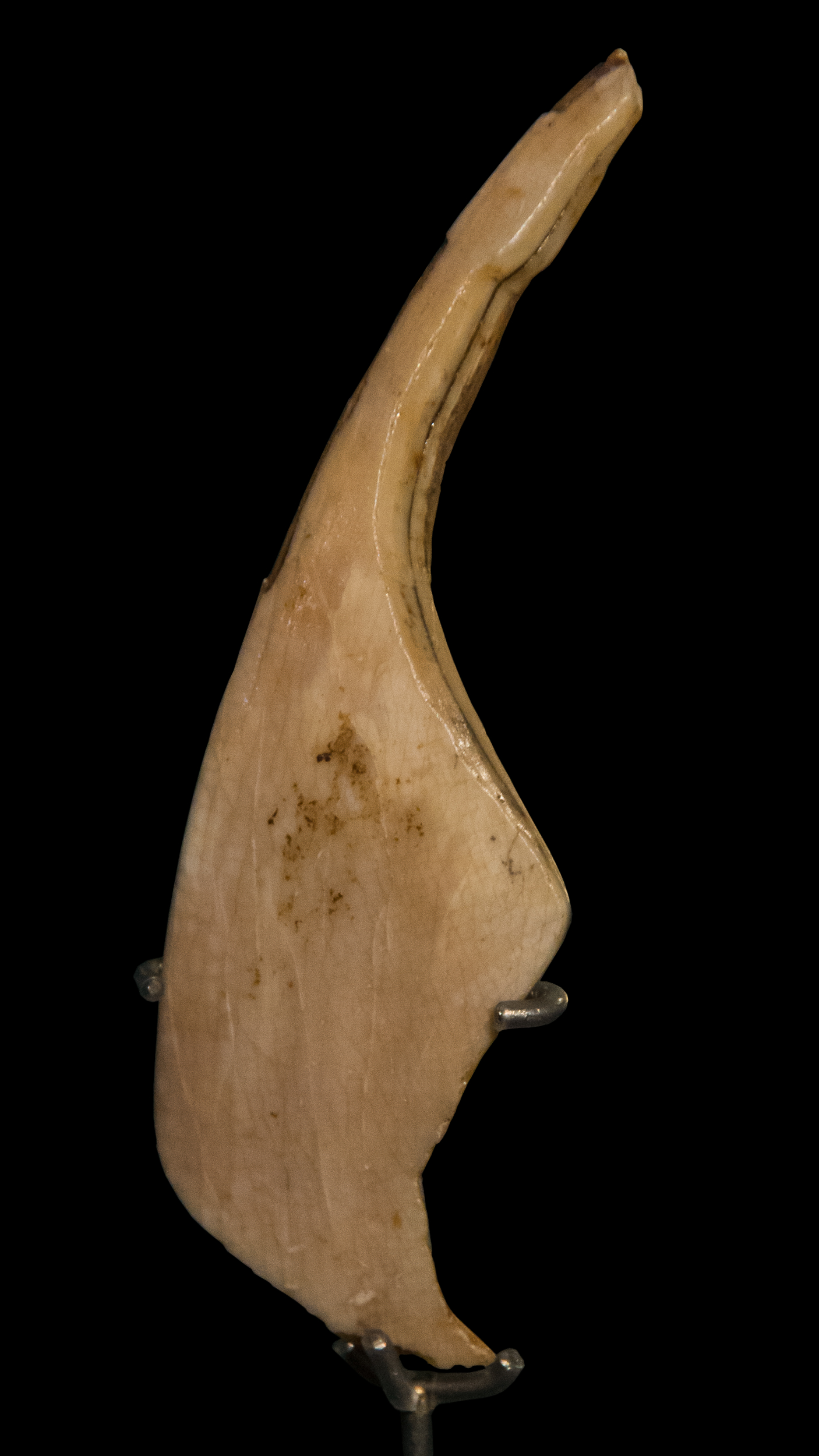
Vénus paléolithique.
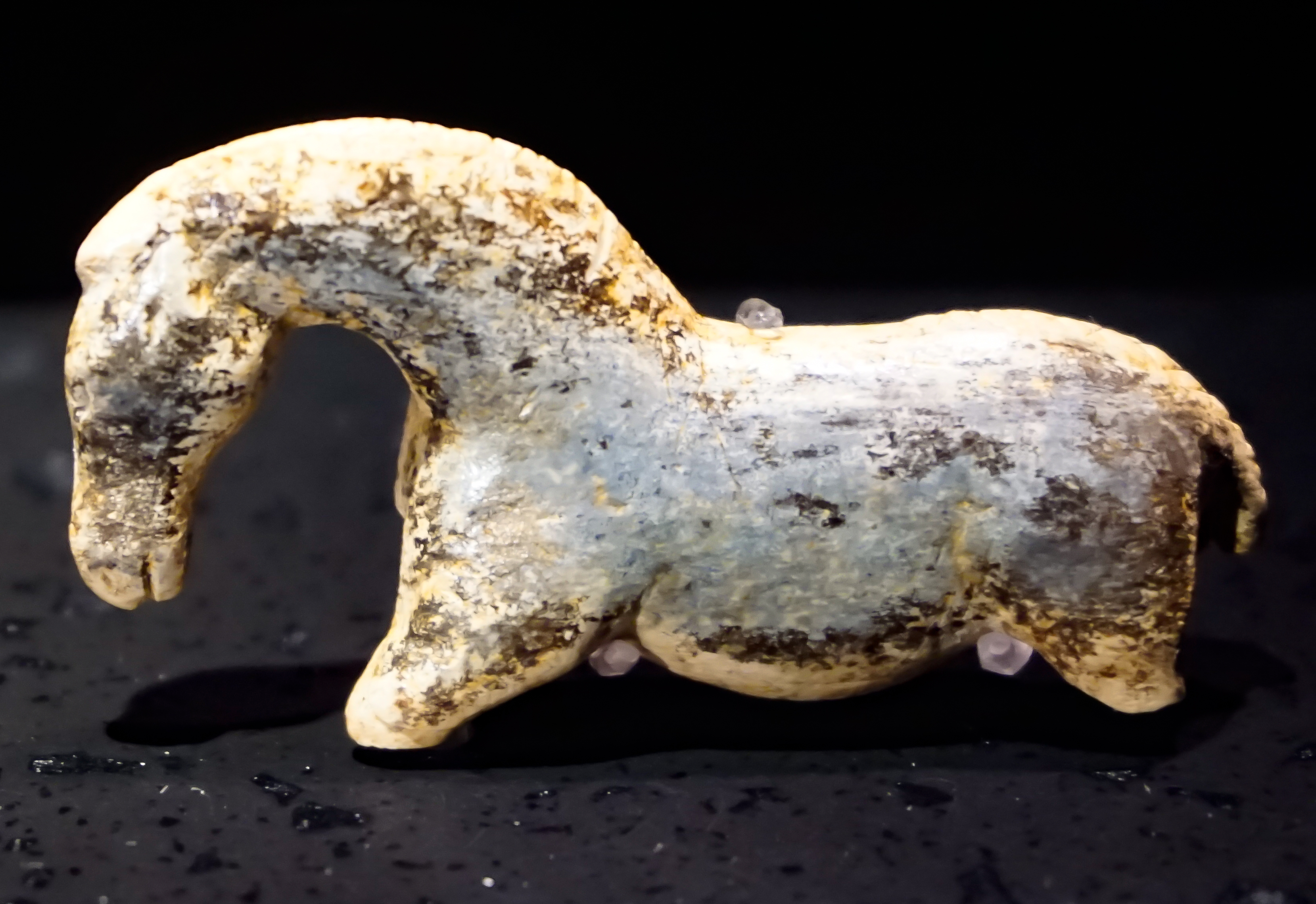
Figurine représentant un cheval sauvage.
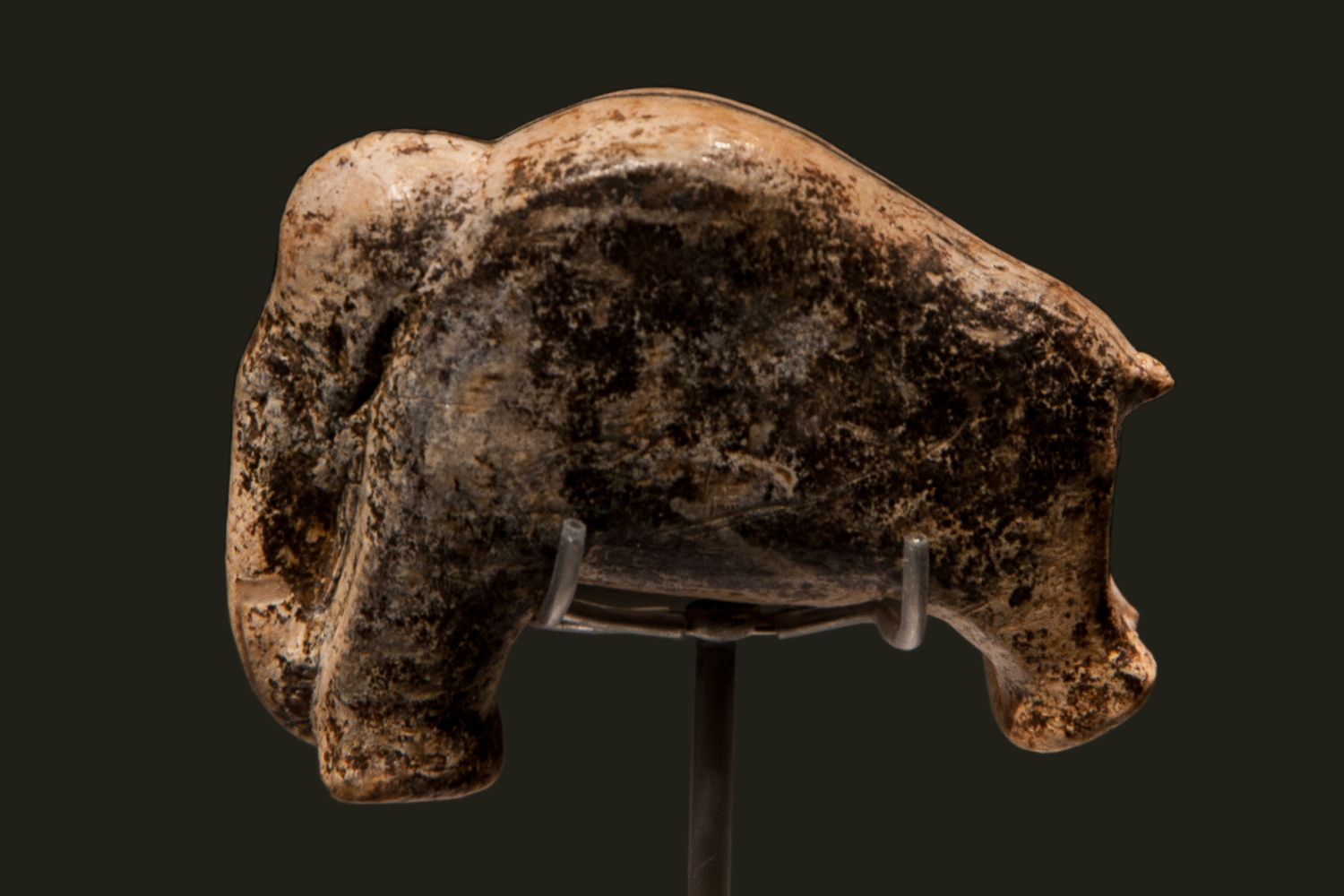
Statuette de mammouth.
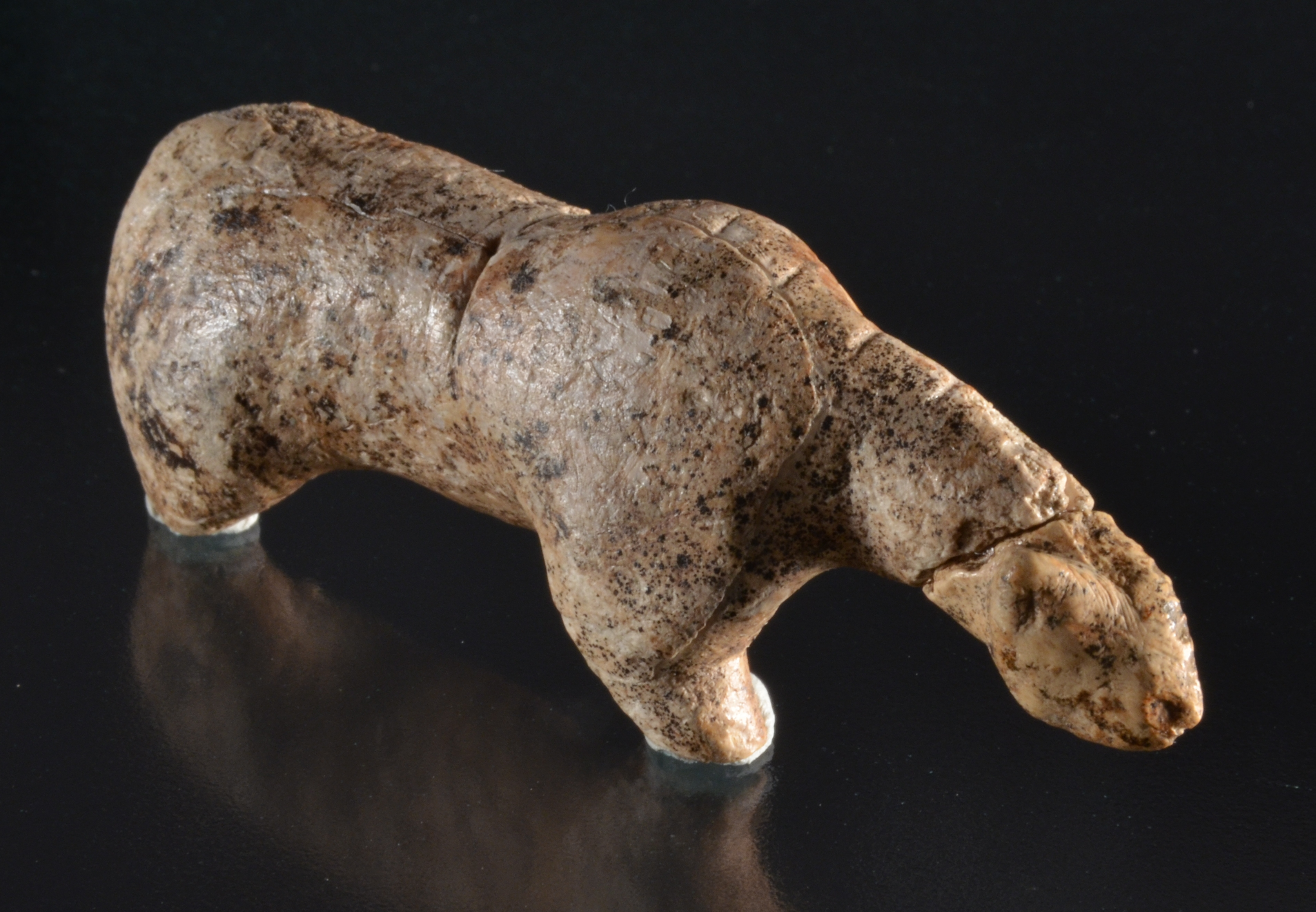
Figurine représentant un ours ou un lion.
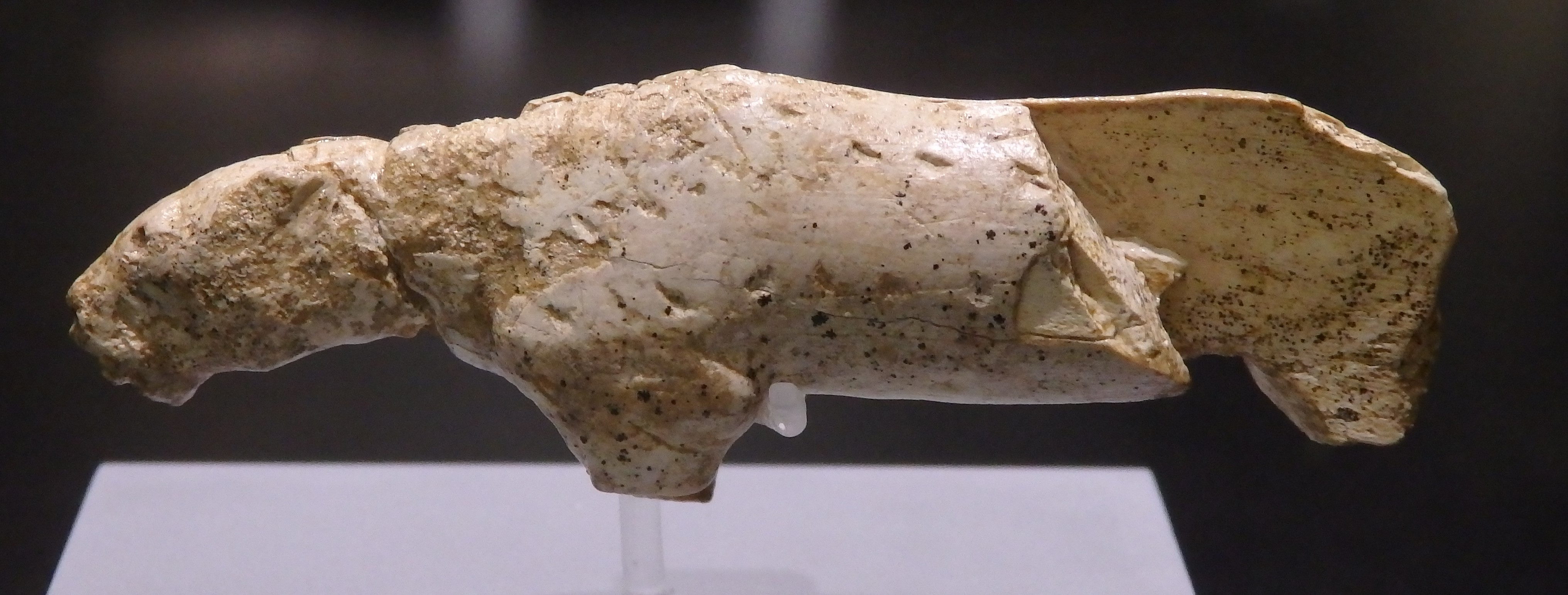
Figurine représentant une panthère ou une lionne.
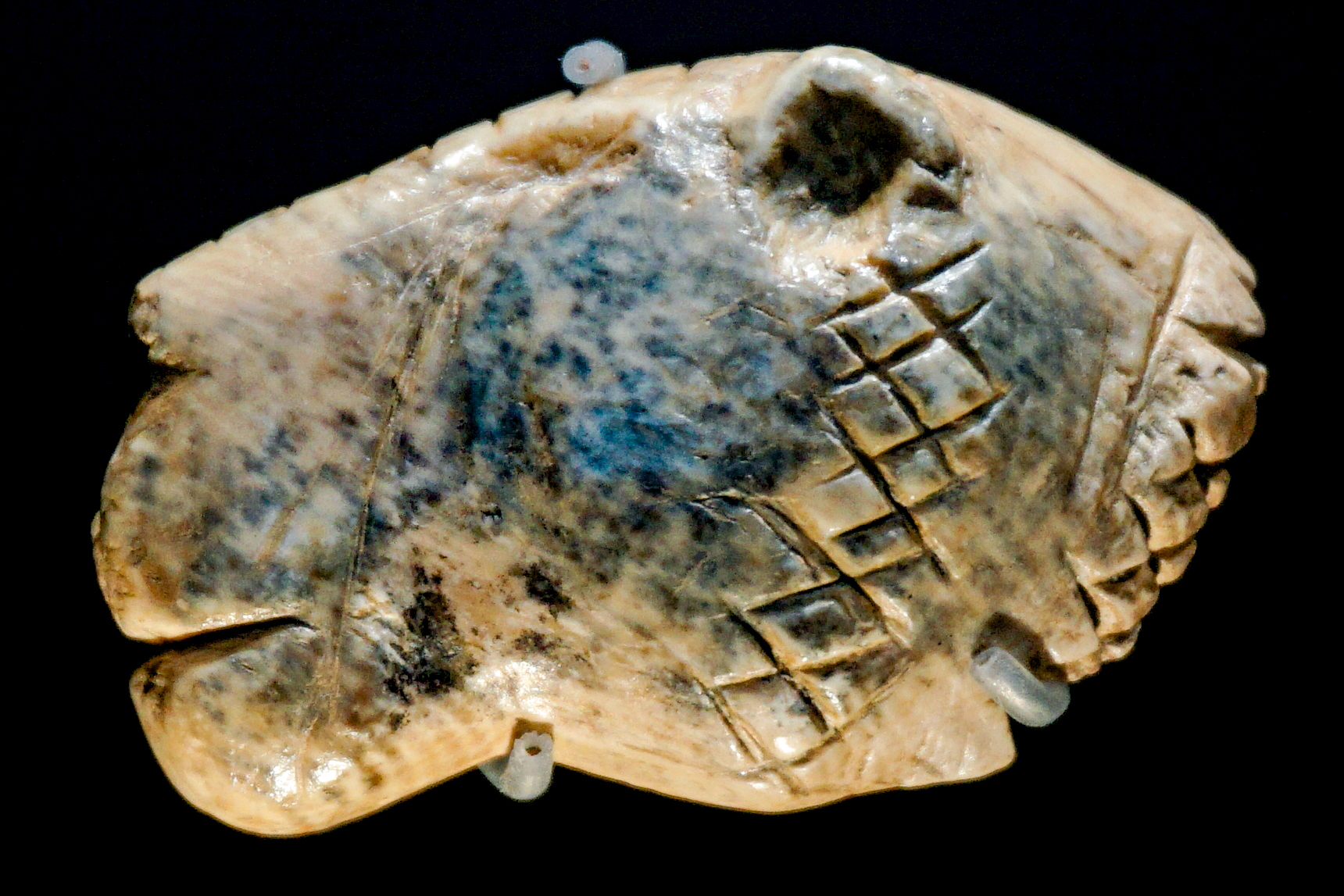
Tête de lion des cavernes européen.
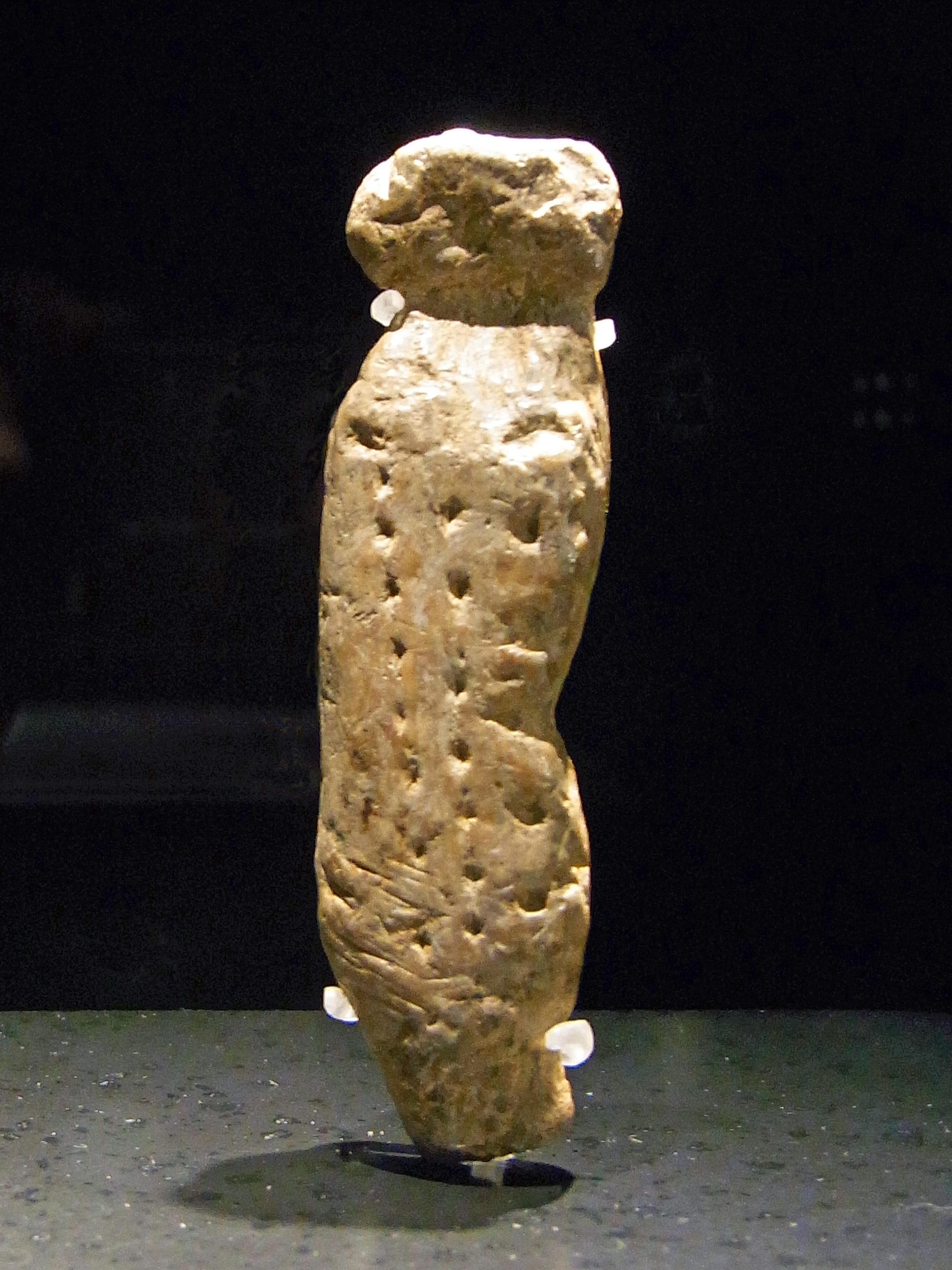
Figurine anthropomorphique.
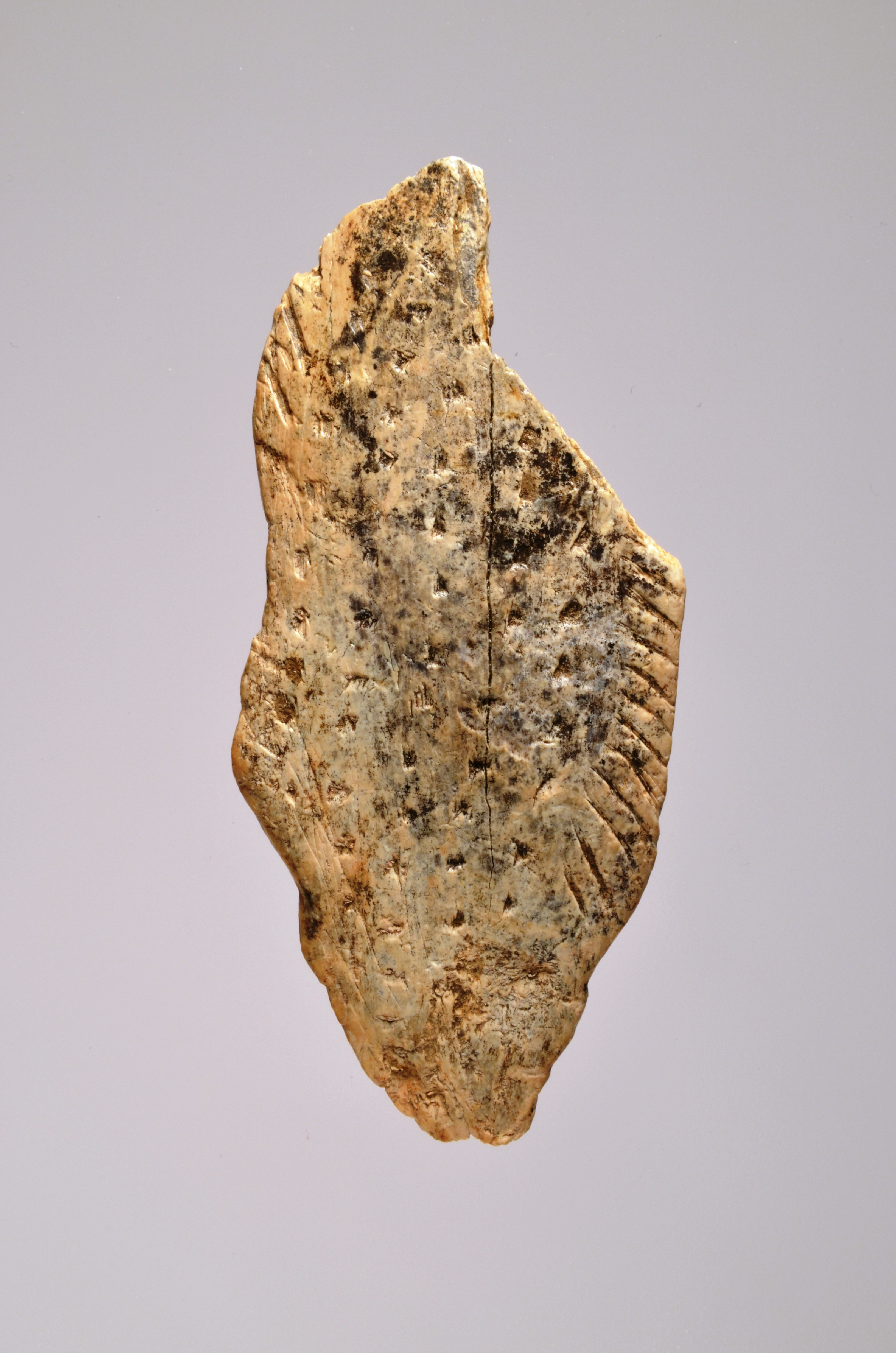
Fragment de figurine représentant un poisson (7 cm, en ivoire)[153].
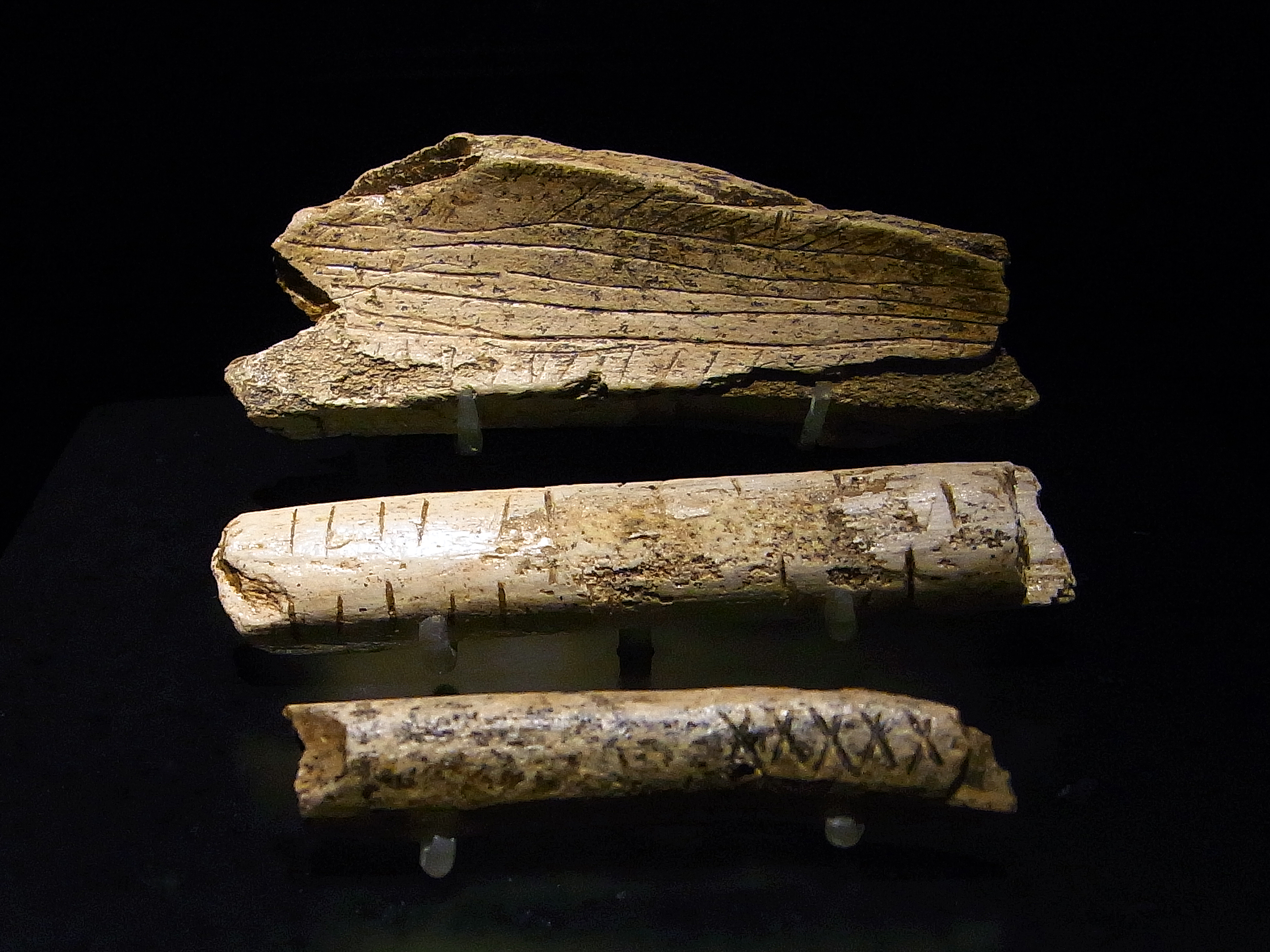
Fragments de figurine.
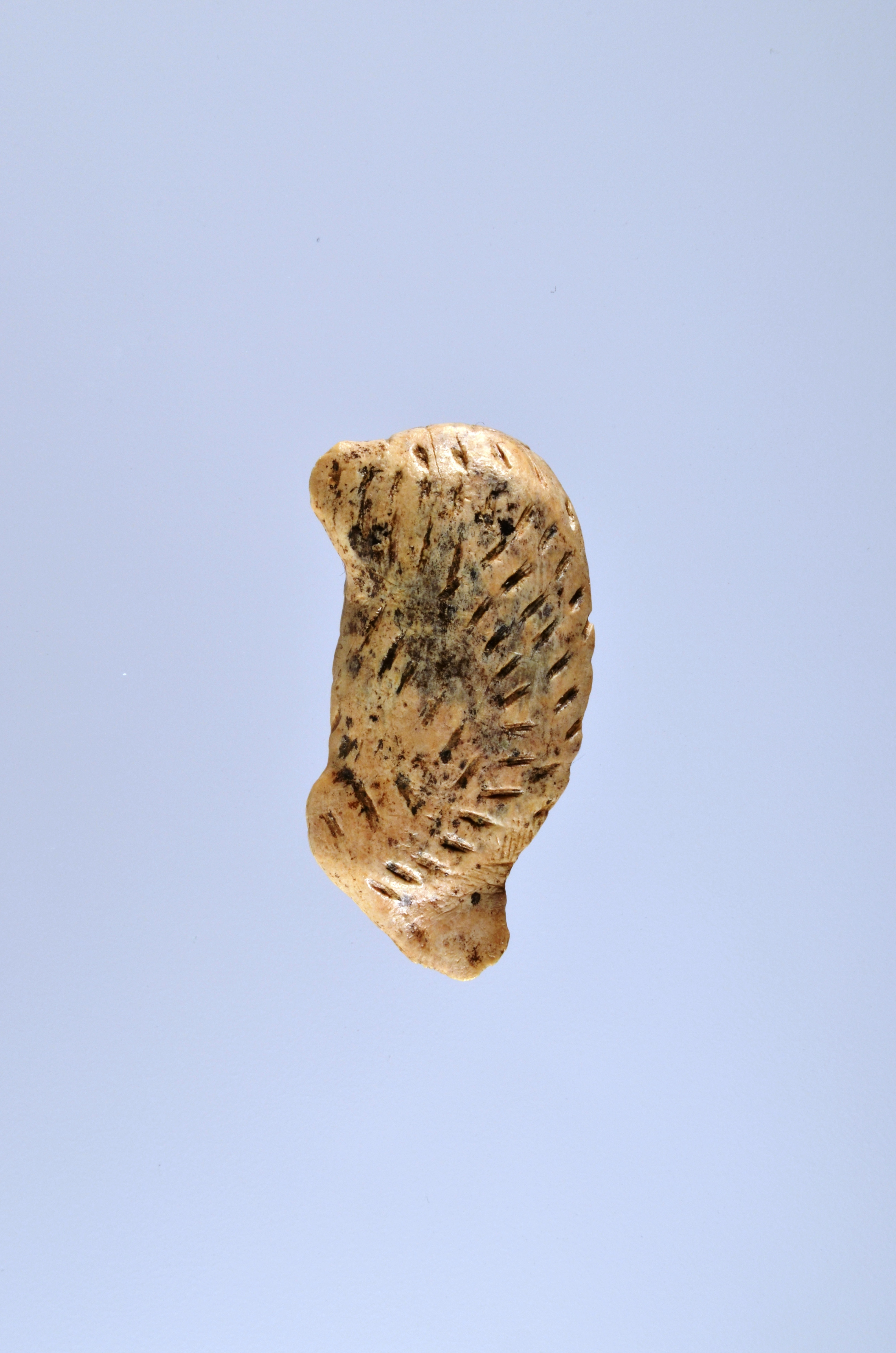
Figurine représentant un hérisson.
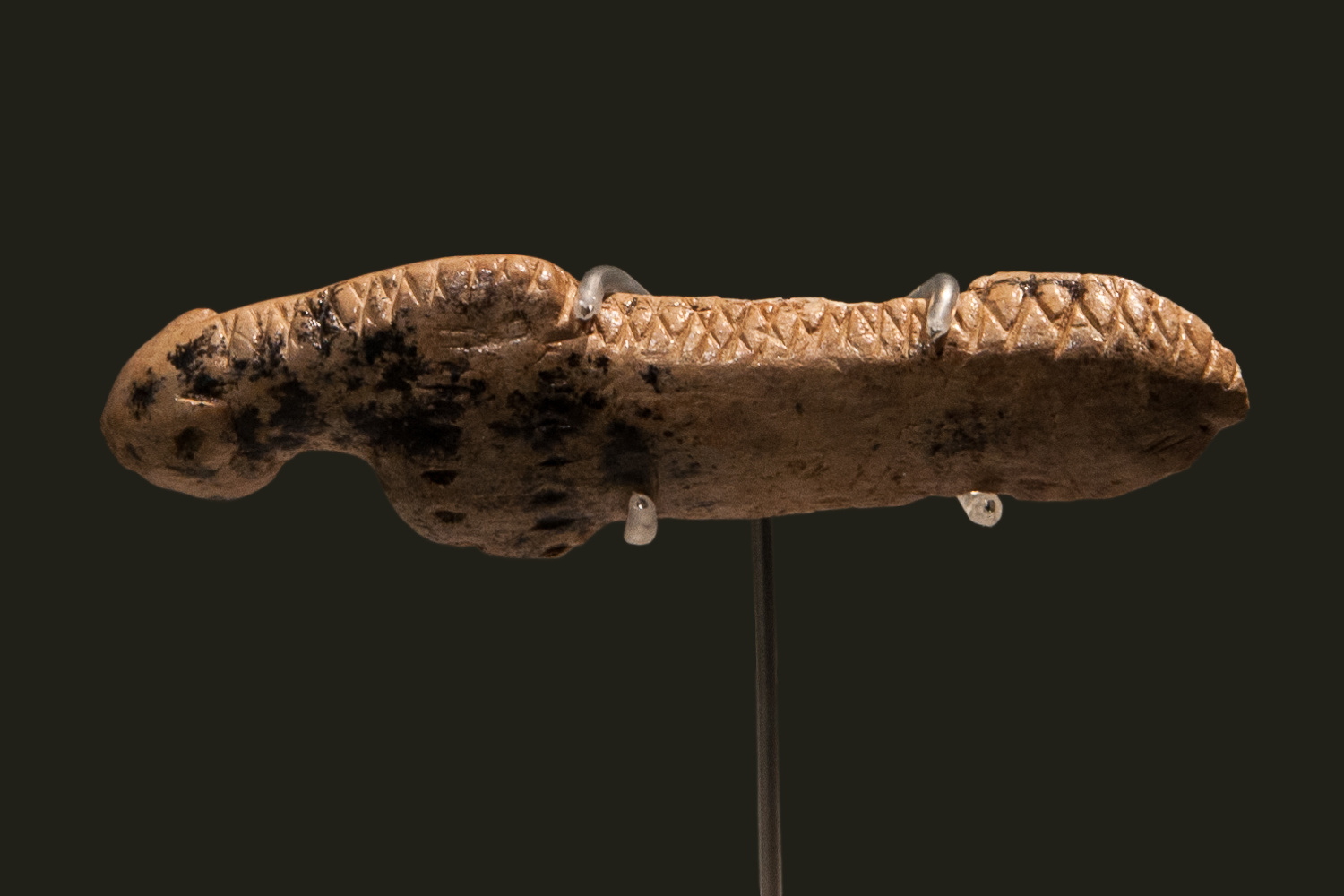
Torse d'un lion des cavernes.

### Flûtes paléolithiques

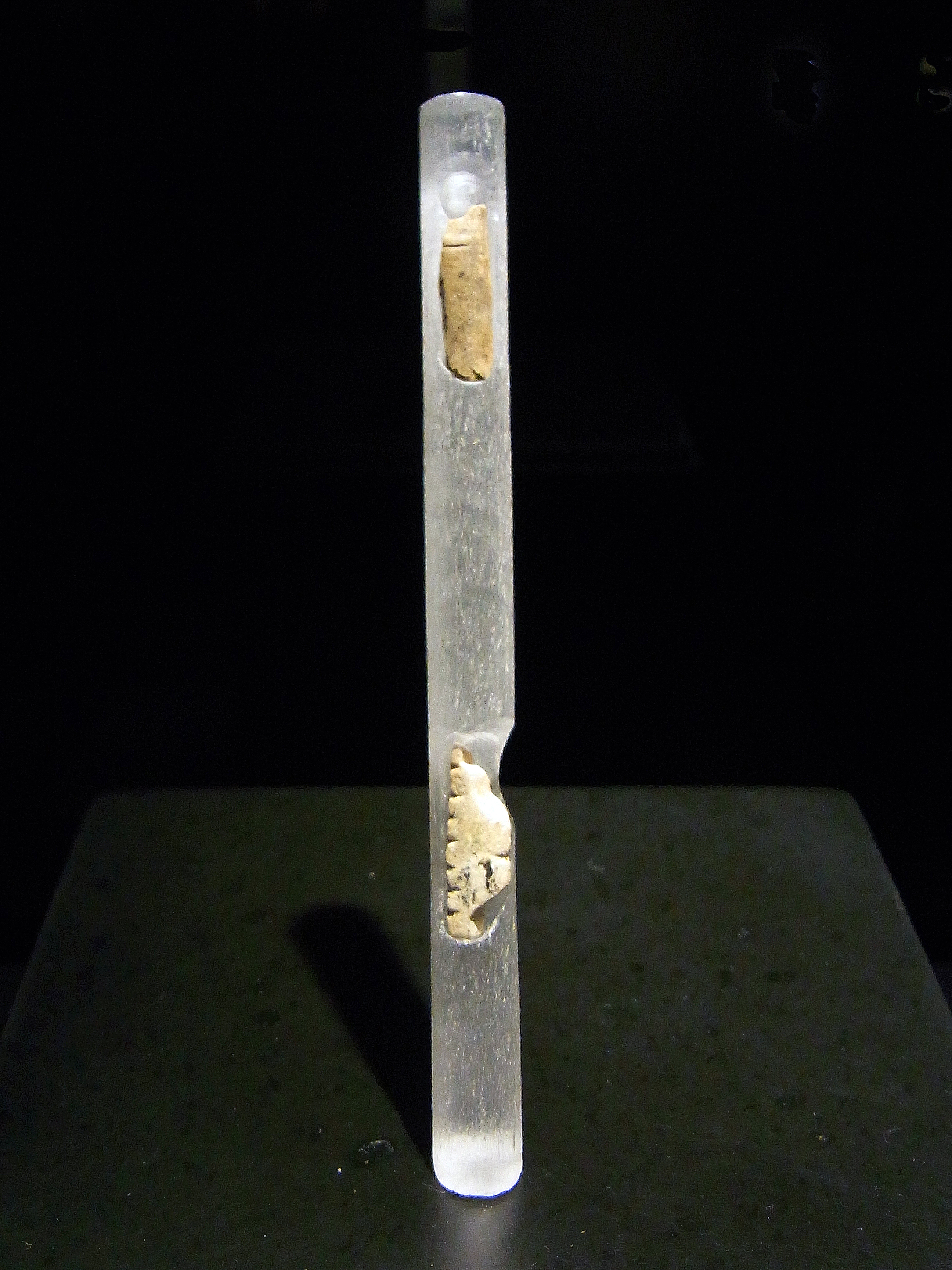
Fragments de flûte paléolithique issus de la Vogelherd.

Trois flûtes ont été découvertes au sein des déblais et dans la grotte en 2005, 2007 et 2008,,,.
Sur la base des données stratigraphiques — et non radiocarbonées, en raison d'une trop importante fluctuation en 14C durant la période aurignacienne —, la flûte excavée de la Vogelherd en 2005 a été datée d'environ 35 000 AP. L'instrument a été fabriqué dans un os d'oiseau. L'os a été identifié comme étant un radius de cygne. L'objet a été retrouvé sous la forme de trois fragments puis reconstitué,,. La flûte aurignacienne mesure 17,5 mm de long pour un diamètre de 5,8 mm et une épaisseur de 1,8 mm. Deux des trois fragments portent de fines encoches allongées à leur surface,. Ces entailles, faites perpendiculairement à l'axe de l'instrument, présentent de fortes similitudes avec celles observées sur deux flûtes paléolithiques mises en évidence dans la Geißenklösterle,. Le troisième fragment est pourvu d'une entaille biseautée qui pourrait être le vestige d'un trou pour les doigts. L'instrument à vent est aménagé d'un total de 7 trous.
La flûte mise en évidence est, comme celle de 2005, datée de 30 000. L'instrument, fragmenté, est conçu dans de l'ivoire de mammouth.
Des fragments d'une troisième flûte, conçue en os de Vautour fauve de cygne et en ivoire de mammouth, ont été mis au jour parmi les déblais entassés devant la grotte,. L'instrument est daté d'environ 40 000 ans AP,,,. Sur la base de découvertes similaires effectuées dans les grottes de Geißenklösterle et de Hohle Fels, ces minuscules fragments pourraient être identifiés comme des fragments de flûte de type tubulaire à encoche. L'ensemble des trois fragments, après une reconstitution réalisée en 2015 au musée de l'université de Tübingen, mesure 4,2 cm de long et 9 mm de diamètre.
Pour Nicholas J. Conard, la confection d'un artefact creux tel qu'une flûte faite en ivoire nécessite, pour les artisans du Paléolithique supérieur, un travail plus important que la fabrication d'une flûte ouvragée dans de l'os d'une espèce aviaire, ce matériau présentant déjà, à l'état naturel, un creusement. La réalisation d'une flûte faite en os d'oiseau consiste essentiellement à réduire le matériau par techniques de raclement, de sculpture et de polissage.

### Objets de parure

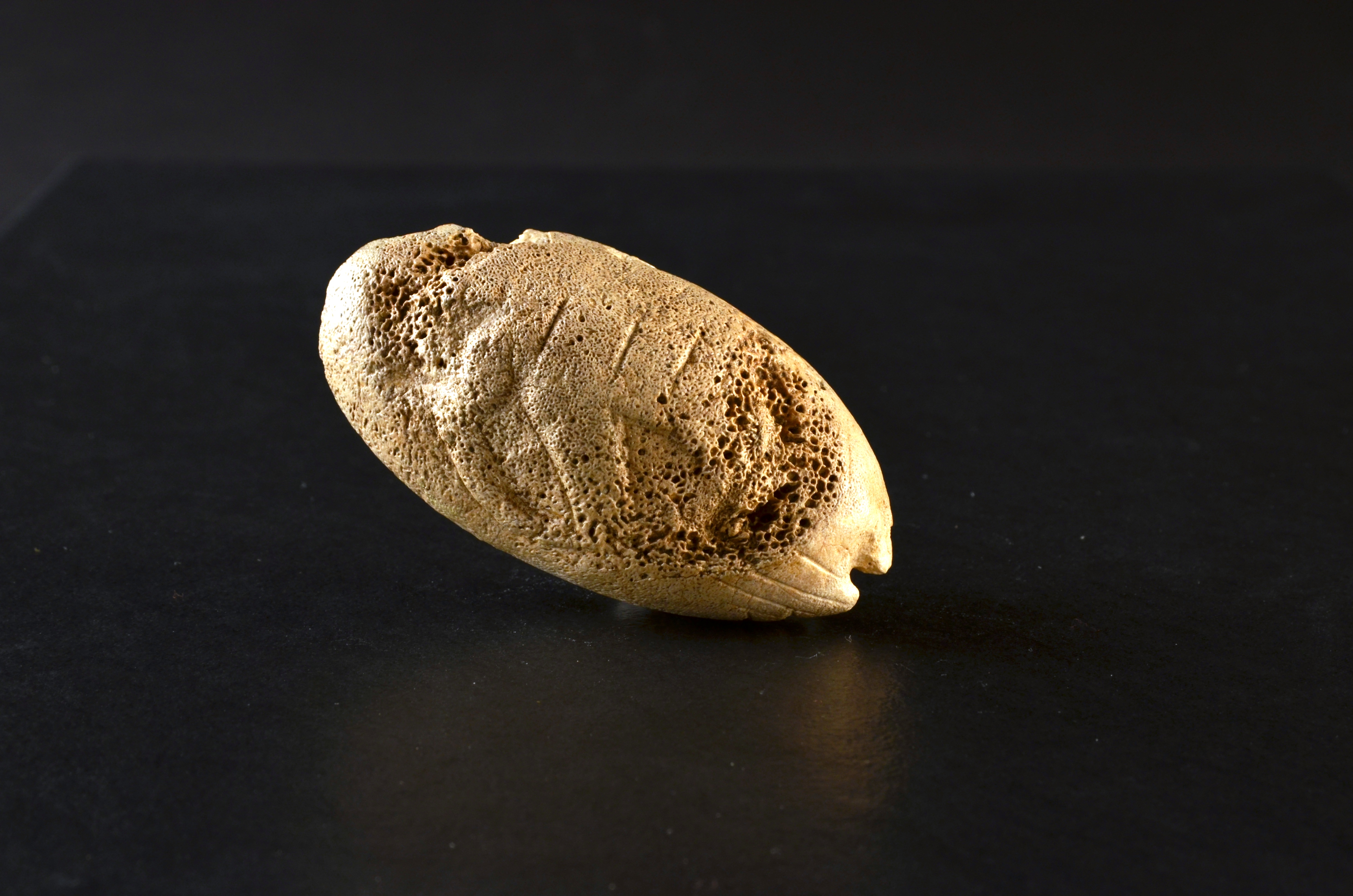
Pendentif en os avec un bas-relief représentant un mammouth.

Les fouilles de la Vogelherd ont permis de mettre au jour un pendentif fabriqué dans de l'os. L'objet est sculpté d'un bas-relief figurant un mammouth.
Un total de 345 perles, de tous états de production — brut, intermédiaire ou fini —, a été mis en évidence au sein des déblaiements entassés devant l'entrée sud-ouest. Des perles de conception et de forme identiques ont été retrouvées dans les sites préhistoriques de la vallée de l'Ach. Cette analogie a permis aux archéologues d'« attribuer avec certitude » les pièces de parure issues de la Vogelherd à la période aurignacienne.
Le corpus de perles de la Vogelherd se compose de 219 perles présentant uniquement une double perforation, 4 perles pourvue d'une double perforation et d'un extrémité affectant la forme d'un biseau, 34 perles ayant une seule perforation, 43 perles non-perforées, 35 pendentifs, 4 perles de type souabe affectant la forme d'un panier, deux perles d'aspect conique, une perle fragmentée affectant l'aspect d'un 8, une partie de perle cintrée et trois artefacts destinés à servir d'objet de parure mais dont le mode de port n'a pas été déterminé.
Le gisement de perles munies d'une double perforation comporte 23 pièces à l'état brut, 3 pièces dans un état intermédiaire, 16 pièces finalisées, 73 pièces qui ont été utilisées et enfin 104 pièces endommagées.
Les perles non-fragmentées mesurent en moyenne de 0,87 cm de long, 0,55 cm de large — leur largeur varie entre un minimum de 0,035 et un maximum de 0,11 cm — et 0,36 cm d'épaisseur. Ces pièces de parure, en forme de « baguette », sont toutes pourvues d'une double perforation, et chacune présente des « caractères propres ».
Le mobilier de la grotte destiné à la parure comprend également 37 artefacts ornementés. La plupart de ces objets présentent des décors en forme de croix. Plus rarement, quelques-uns d'entre eux sont des fragments d'objets d'art figuratif. G. Riek, dans son rapport de fouilles de 1934, mentionne également une dent de cervidé perforée, ornée de coches, et d'une dent provenant d'un ours brun uniquement pourvue d'une perforation.

En raison des éléments matériels mis en évidence durant les campagnes de fouilles de 1931 et de 2005-2012, Sibylle Wolf et Nicholas J. Conard formulent l'hypothèse que les groupes aurignaciens devaient probablement s'asseoir et travailler au niveau de l'accès sud-ouest de la Vogelherd, tandis que l'aire située au niveau de l'accès sud était destiné à entreposer l'ivoire. Après avoir été produits et éventuellement utilisés, les objets de parure, comme les autres pièces de petit mobilier, étaient ensuite laissés à l'abandon au sein d'un dépotoir. Pour les deux archéologues : 

« la présence de pièces issues de toutes les étapes du processus de production montre que les objets ont été fabriqués sur place. La grotte devait être utilisée de manière intensive, comme en témoigne la grande quantité d’autres types d’objets. »

— Sibylle Wolf et Nicholas J. Conard, La parure aurignacienne du Jura souabe, 2015, p. 14.

## Occupation humaine de la grotte

### Hommes de Néandertal
L'occupation de la Vogelherd par les Hommes de Néandertal débute il y au moins 115 000 années AP, au cours de l'Eémien.
Les fossiles de spécimens appartenant au genre Homo trouvés dans la grotte et ses déblais sédimentaires montrent que des Néandertaliens tardifs et des hommes modernes ont occupé le site à des périodes très proches, voire contemporaines,,. En outre, pour Laura Niven et Nicholas J. Conard, la mise en évidence de faciès d'industries lithiques et d'artisanat mobilier caractéristiques de la culture des Néandertaliens, corrobore la présence de ces derniers sur le site,.
La caverne a en effet livré un fossile de Néandertalien. Ce reste osseux, l'un des plus récents découverts en Europe centrale, est daté de 32 000 ± 2 000 ans.
La faible quantité d'ossements de Néandertaliens mise en évidence montre que la Vogelherd, comme les autres cavernes du Jura souabe, a été « visitée » par des Néandertaliens de manière « sporadique » et uniquement pendant de courts séjours.

### Homo sapiens

#### Période aurignacienne
Plusieurs fossiles d'hommes modernes ont été mis en évidence au sein de la grotte, en particulier au niveau aurignacien. À l'instar des cavernes du Paléolithique supérieur tardif découvertes à Velika, en Croatie, à Koněprusy, en République tchèque, ou encore au sein du bourg de Svitávka, les restes fossiles trouvés dans la grotte de Vogelherd ont permis de confirmer la présence d'Homo sapiens au Paléolothique supérieur,.
La caverne a livré le squelette d'un Homo sapiens daté de l'Aurignacien. Il s'agirait de l'un des plus anciens restes humains mis en évidence « en contexte archéologique contrôlé et classifié ».

#### Néolithique
Parmi les ossements fossiles trouvés, la grotte a livré un humérus (issu d'un individu baptisé « Stetten 3 ») attribué, dans un premier temps, à l'Aurignacien,,. Les premières hypothèses suggérant que ce fossile humain appartenait à un Néandertalien se sont révélées inexactes,. En effet, les analyses comparatives réalisées sur la diaphyse en coupe transversale et de la morphologie des épiphyses en orientation distale de l'os ont permis d'établir que ce reste fossilisé était celui d'un homme moderne,. Une analyse par techniques d'extraction et de séquençage des bases de l'ADN mitochondrial du vestige osseux a permis de corroborer ce résultat.
Un second squelette complet d'un humain, exhumé de la grotte par G. Riek dans les années 1930, a fait l'objet d'une expertise dans les années 2000. En première analyse, le squelette a été attribué à l'Aurignacien. En effet, lorsque ces restes ont été exhumés, ils étaient associés à des pointes à base fendue, un marqueur du faciès aurignacien. Cependant, la datation par le carbone 14 osseux a permis d'établir son âge absolu : entre 5 000 et 3 900 années AP. Cette analyse montre que cet individu a occupé la grotte non pas durant l'époque aurignacienne mais au cours du Néolithique tardif,,. En outre, la découverte d'ossements — une mandibule, un crâne et une vertèbre —, appartenant à trois individus différents — répertoriés sous les termes « Stetten 1 », « Stetten 2 » et « Stetten 4 » — et datés de 4 995 ± 35 ans AP, a permis de confirmer que le site préhistorique a été occupé jusqu'au Néolithique final,,. L'humérus provenant du spécimen « Stetten 3 » a été daté de cette même période.
Une partie des ossements exhumés de la Vogelherd sont ceux d'hommes modernes ayant « visité » la grotte. Les autres restes sont ceux de personnes qui ont été inhumées durant la période néolithique.

## Faune préhistorique de la grotte

### Analyse des années 1950
La plus grande part des ossements d'animaux issus des fouilles de 1931 ont été retrouvés dans les niveaux aurignaciens et moustériens, les fossiles exhumés des niveaux magdaléniens représentant la plus faible proportion. La plupart des fossiles fauniques ont été cassés ou fragmentés par les occupants de la Vogelherd.
Pour le paléontologue Ulrich Lehmann, l'assemblage faunique de la Vogelherd est comparable à celui de la Bocksteinschmiede. Les deux sites préhistoriques, qui présentent des contextes géographiques, topographiques et stratigraphiques proches, ont livré des ossements d'animaux appartenant aux mêmes groupes taxonomiques et en proportions similaires. Pour la Vogelherd, comme pour la Bocksteinschmiede, Lehmann recense huit principaux groupes de taxons : l'ordre des carnivores (20 % des spécimens identifiés) ; la famille des éléphantidés ; la famille des rhinocérotidés ; la famille des équidés ; la famille des bovidés ; le renne ; les autres espèces appartenant à la famille des cervidés ; et un huitième groupe réunissant tous les autres restes d'espèces identifiées dans la grotte. En outre, le paléontologue décompte un minimum de 180 individus.
| Nom vernaculaire du taxon   | Néolithique | Niveaux magdaléniens | Niveaux aurignaciens | Niveaux moustériens | Niveau IX (plancher stratigraphique) |
| Loup commun                 | -           | -                    | 5                    | 1                   | -                                    |
| Renard roux                 | -           | -                    | 2                    | -                   | -                                    |
| Renard polaire              | -           | 1                    | 2                    | -                   | -                                    |
| Lion des cavernes           | -           | -                    | 2                    | 1                   | -                                    |
| Chat sauvage                | -           | -                    | 1                    | -                   | -                                    |
| Hyènes                      | -           | -                    | 1                    | 4                   | -                                    |
| Ours des cavernes           | -           | 2                    | 8                    | 2                   | -                                    |
| Ours brun                   | 1           | -                    | -                    | 1                   | -                                    |
| Blaireau européen           | -           | -                    | 3                    | -                   | -                                    |
| Carcajou                    | -           | -                    | 1                    | -                   | -                                    |
| Mammouth                    | 1           | 1                    | 24                   | 7                   | -                                    |
| Éléphant à défenses droites | -           | -                    | -                    | -                   | 1                                    |
| Rhinocéros laineux          | 1           | 3                    | 8                    | 4                   | -                                    |
| Cheval des forêts           | -           | -                    | -                    | 23                  | -                                    |
| Cheval de Przewalski        | 2           | 4                    | 22                   | -                   | -                                    |
| Autre cheval sauvage        | -           | -                    | 1                    | 1                   | -                                    |
| Bœuf                        | -           | -                    | 2                    | 1                   | -                                    |
| Bison                       | -           | -                    | 3                    | -                   | -                                    |
| Bœuf musqué                 | -           | 1                    | -                    | -                   | -                                    |
| Mégacéros                   | -           | 1                    | 1                    | 1                   | -                                    |
| Cerf élaphe                 | -           | -                    | 2                    | 2                   | -                                    |
| Renne                       | -           | 4                    | 13                   | 1                   | -                                    |
| Sanglier                    | -           | -                    | -                    | 1                   | -                                    |
| Chamois                     | -           | -                    | 2                    | -                   | -                                    |
| Lièvre                      | -           | 1                    | 2                    | 1                   | -                                    |
| --------------------------- | ----------- | -------------------- | -------------------- | ------------------- | ------------------------------------ |

### Analyses ultérieures
Parmi les fossiles fauniques de l'Aurignacien, 16 taxons appartenant à la classe des mammifères et 7 taxons appartenant à celles des aviaires ont été identifiés. Les fossiles de renne Rangifer tarandus et de cheval représentent la plus grande proportion des taxons mis en évidence. L'étude ostéométrique des ossements de renne montre que les individus adultes et de sexe femelle de cette espèce sont les plus fréquemment consommés par les occupants de la Vogelherd. Bien qu'il soit autant représenté que le renne et le cheval, quant au nombre de fossiles retrouvés, le mammouth, d'après les sondages réalisés dans la grotte, reste, à cette époque, peu activement chassé — ces ossements ayant été probablement recueillis, puis acheminés après une mort naturelle des Proboscidea. Les grands bovidés — tels que les bisons et les chamois —, les cervidés (dont le Cerf élaphe) et les suidés (notamment le sanglier), sont également documentés, mais semblent n'avoir été que des gibiers secondaires. Le faible nombre de taxons aviaires, tels que ceux de l'oie, du Lagopède, du Tétras lyre et du Grand Tétras, suggère des chasses occasionnelles de ce type d'espèces,,.

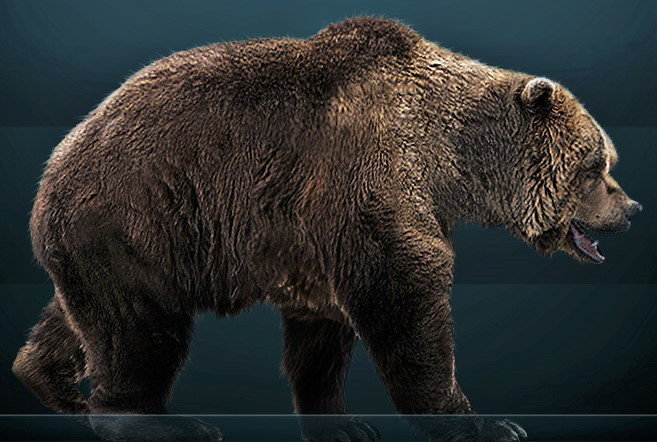
Exemple d'ours des cavernes (reconstitution).

La présence d'une faune locale au Paléolithique moyen reste saisonnière,. Cette occupation uniquement saisonnière de la grotte peut être liée aux visites sporadiques de la Vogelherd par les Néandertaliens durant cette époque,. En outre, à cette période, le faible nombre de fossiles fauniques indique une intrusion régulière de carnivores et une dispersion osseuse par des hyènes et des loups,,,,.
D'autre part, l'existence de marques — des polis d'ours présentes à la surface des parois — atteste une occupation d'ours des cavernes dans la Vogelherd durant le Pléistocène. Ce type de trace résulte de l'abrasion des roches au contact de griffes ou de la fourrure d'ursidé cavernicole,,. En outre, la mise en évidence et la datation de plusieurs pièces squelettiques d'ours retrouvées indiquent que cette espèce a occupé la Vogelherd plus particulièrement au cours du Paléolithique moyen.
L'analyse taphonomique effectuée par l'archéologue Laura Niven a permis d'établir l'assemblage faunique suivant,, :
| Nom binominal du taxon                  | Nom vernaculaire            | Nombre de spécimens identifiés (NSIP) | Nombre minimum d'individus (NMI) correspondants |
| Canis lupus                             | Loup commun                 | 38                                    | 7                                               |
| Crocuta spelaea                         | Hyène des cavernes          | 17                                    | 2                                               |
| Vulpes Alopex                           | Renard                      | 20                                    | 7                                               |
| Ursus spelaeus                          | Ours des cavernes           | 120                                   | 8                                               |
| Ursus arctos                            | Ours brun                   | 2                                     | 1                                               |
| Panthera leo spelaea                    | Lion des cavernes européen  | 4                                     | 2                                               |
| Felis silvestris                        | Chat sauvage                | 3                                     | 2                                               |
| Gulo gulo                               | Carcajou                    | 1                                     | 1                                               |
| Coelodonta antiquitatis                 | Rhinocéros laineux          | 124                                   | 12                                              |
| Mammuthus primigenius                   | Mammouth laineux            | 3 540                                 | 28                                              |
| Equus ferus                             | Cheval sauvage              | 1 423                                 | 27                                              |
| Cervus elaphus                          | Cerf élaphe                 | 19                                    | 3                                               |
| Rangifer tarandus                       | Renne                       | 1 633                                 | 28                                              |
| Bos taurus primigenius et Bison bonasus | Auroch et bison d'Europe    | 61                                    | 6                                               |
| Sus scrofa                              | Sanglier                    | 8                                     | 1                                               |
| Rupicapra rupicapra                     | Chamois                     | 2                                     | 1                                               |
| Lepus                                   | Lièvre                      | 27                                    | 3                                               |
| --------------------------------------- | --------------------------- | ------------------------------------- | ----------------------------------------------- |
| -                                       | Variétés de taxons aviaires | 13                                    | 8                                               |
|                                         | Total                       | 7 055                                 | 147                                             |

## Conservation muséographique, mise en valeur du site et parc archéologique

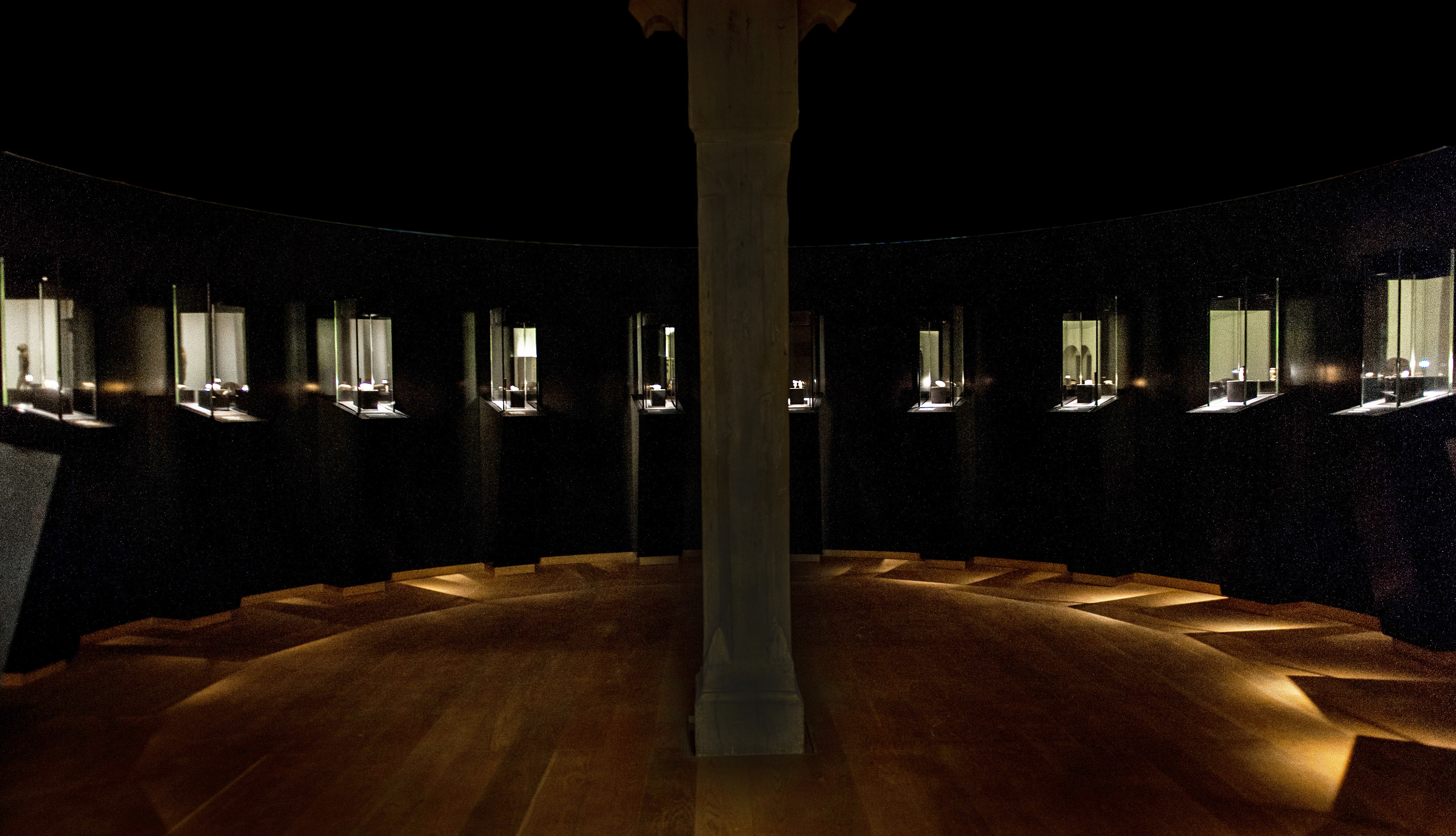
Salle du musée des cultures anciennes, au château Hohentübingen, où sont exposées des figurines de la Vogelherd.

Les figurines de la grotte de Vogelherd exhumées en 1931 sont, dans un premier temps, gardées et conservées par Riek dans sa collection privée. Après la Seconde Guerre mondiale, Riek mets les pièces d'art préhistorique en dépôt dans une banque. À la mort de Riek, en 1976, ses proches héritent du lot de figurines. En 1978, l'université Eberhard Karl de Tübingen effectue l'achat des figurines. Elles sont ensuite exposées au sein de la librairie de l'institution universitaire, puis sont transférées au château Hohentübingen en 1998. Actuellement, les figurines mises en évidence par Riek ainsi qu'une partie des découvertes réalisées depuis la campagne de fouilles de 2006 — notamment les pièces représentant un cheval sauvage, un mammouth, ou encore un lion des cavernes — sont en grande partie conservées et exposées au musée des cultures anciennes de Tübingen,,. Ces pièces constituent la partie principale de la collection de préhistoire ancienne du musée de l'université de Tübingen (MUT),,. D'autres pièces archéologiques, découvertes grâce aux fouilles de la caverne durant les années 2000 et 2010, sont exposées et conservées dans divers musées du Bade-Wurtemberg, tels que le musée d'État de Wurtemberg,, le musée de Préhistoire de Blaubeuren — dont la Vénus de Vogelherd — et le musée local de Niederstotzingen,. De même que pour la Vogelherd, des modélidations en 3D des figurines ont été réalisées par le service des monuments historiques du Bade-Wurtemberg dans la seconde moitié des années 2010,,,. Depuis le 11 mai 2012, une nouvelle exposition permanente des figurines de la Vogelherd est ouverte au musée de Tübingen,,.
Après un projet de candidature lancé en 2009, puis une étude et une sélection effectuées au début des années 2010 par un groupe de travail délégué au monuments historiques du Bade-Wurtemberg, la caverne de Vogelherd ainsi que les objets d'art mobilier qu'elle a livrés appartiennent à un ensemble intitulé « Grottes et art de la période glaciaire dans le Jura souabe » et sont inscrits au patrimoine mondial de l'humanité par l'UNESCO en 2017.

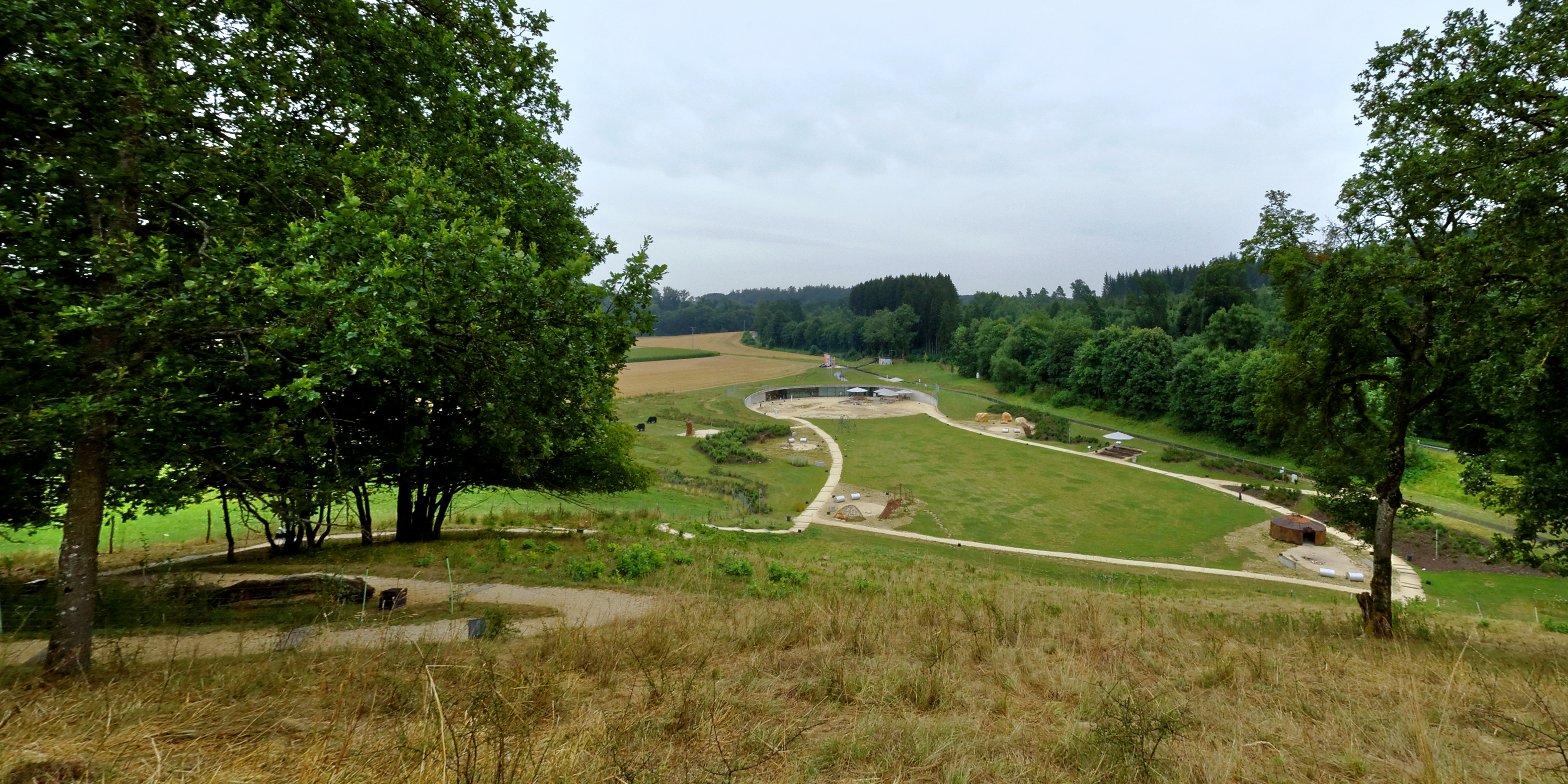
Vue d'ensemble de l'archéoparc de Vogelherd.

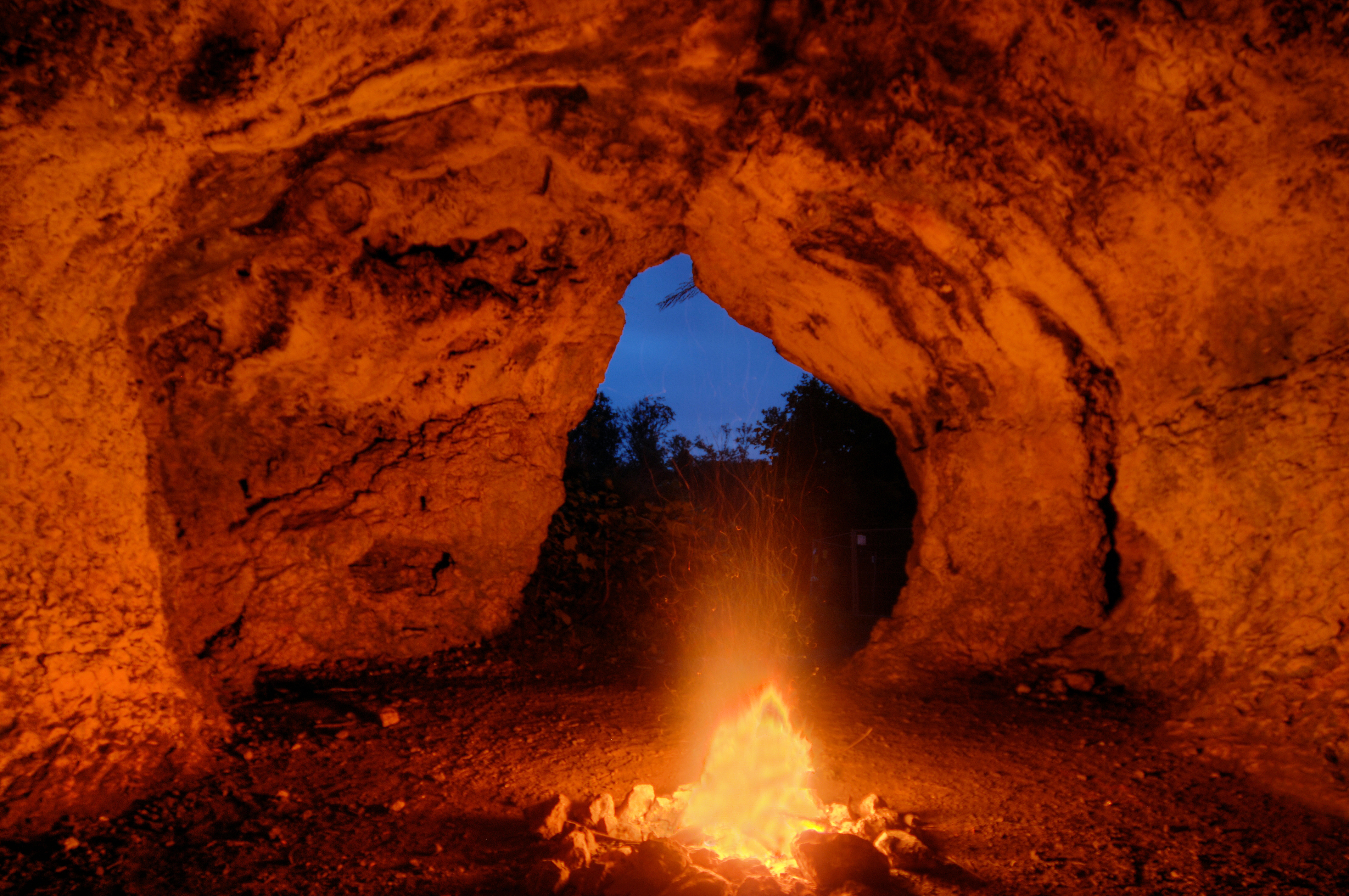
Reconstitution d'un feu au sein de la grotte de Vogelherd.

Un parc archéologique inauguré le 1er mai 2013, l’archéoparc de Vogelherd, propose des visites guidées du site archéologique et des ateliers pédagogiques autour des thèmes de la préhistoire (tels qu'une reconstitution de la vie des hommes de Néandertal) et des découvertes réalisées dans la grotte de Vogelherd, mais également dans celles de Bockstein, de Geißenklösterle, de Hohle Fels, de Hohlenstein-Stadel et de Sirgenstein,,,,. Quelques attractions, tel que deux mammouths grandeur nature sculptés en bois, agrémentent le parc archéologique. Depuis son ouverture, le site, d'une superficie de 6,5 acres (soit 26 305,5 m2), reçoit en moyenne 24 000 visiteurs par an. Les deux figurines retrouvées en 2006, un mammouth et un torse de lion des cavernes, sont conservées dans le centre d'information du parc,.
En septembre 2018, le projet d'aménagement d'un parcours thématique autour de la Vogelherd a été initié par le conseil municipal de Niederstotzingen. Le circuit, dont le budget total s'élève 538 000 € — dont 378 000 sont financés par le Land du Bade-Wurtemberg et 74 500 par la municipalité —, s'étend sur environ 6,2 km de long.